# Wereldkampioenschap handbal vrouwen 2021
Het 25ste wereldkampioenschap handbal voor vrouwen vond plaats in Spanje van 1 tot en met 19 december 2021. Het toernooi werd gewonnen door het Noorse team dat Frankrijk in de finale versloeg en daarmee voor de vierde keer wereldkampioen werd. De wedstrijd om de derde plaats werd gewonnen door Denemarken, dat gastland Spanje wist te verslaan. Als winnaar van het toernooi is Noorwegen rechtstreeks geplaatst voor het wereldkampioenschap van 2023.
Op 18 oktober 2018 werd op het congres van het IHF in Doha, Qatar besloten dat het wereldkampioenschap voor zowel mannen als vrouwen vanaf 2021 wordt uitgebreid van 24 naar 32 teams.

## Gekwalificeerde landen
Er mochten 32 landen deelnemen aan het wereldkampioenschap.

### Verdeling van de quotaplaatsen
| Voorwaarde | Aantal    |
| --- | --------- |
| Gastland | 1         |
| Wereldkampioen 2019 | 1         |
| Prestatie quota voor de continentale federaties: Top 12 wereldkampioenschap 2019                                                                     | 12        |
| Verplichte quota: - Afrika - Azië - Europa - Zuid- en Centraal-Amerika - Noord-Amerika en de Caraïben - Oceanië (mits top 5 Aziatisch kampioenschap) | 17: 4 3 1 |
| Wildcard | 1         |
| Totaal | 32        |

| Eindrangschikking WK 2019 | Eindrangschikking WK 2019 | Eindrangschikking WK 2019 |
| Rang                      | Land                      | Quota federatie           |
| ------------------------- | ------------------------- | ------------------------- |
| 1                         | Nederland                 | Europa #1                 |
| 2                         | Spanje                    | Europa #2                 |
| 3                         | Rusland                   | Europa #3                 |
| 4                         | Noorwegen                 | Europa #4                 |
| 5                         | Montenegro                | Europa #5                 |
| 6                         | Servië                    | Europa #6                 |
| 7                         | Zweden                    | Europa #7                 |
| 8                         | Duitsland                 | Europa #8                 |
| 9                         | Denemarken                | Europa #9                 |
| 10                        | Japan                     | Azië #1                   |
| 11                        | Zuid-Korea                | Azië #2                   |
| 12                        | Roemenië                  | Europa #10                |

| Continent                    | Aantal |
| ---------------------------- | ------ |
| Europa                       | 18     |
| Azië                         | 6      |
| Afrika                       | 4      |
| Zuid- en Centraal-Amerika    | 3      |
| Noord-Amerika en de Caraïben | 1      |
| Oceanië                      | 0      |
| Totaal                       | 32     |

### Gekwalificeerde landen
| Competitie                                              | Data                             | Aantal plaatsen | Gekwalificeerd                                                                                                |
| ------------------------------------------------------- | -------------------------------- | --------------- | --- |
| Gastland                                                | 28 januari 2017                  | 1               | Spanje |
| Wereldkampioen 2019                                     | 30 november - 15 december 2019   | 1               | Nederland |
| Europees kampioenschap 2020                             | 4 - 20 december 2020             | 4               | Noorwegen Frankrijk Kroatië Denemarken                                                                        |
| Europese kwalificatie                                   | 27 november 2020 - 21 april 2021 | 10              | Oostenrijk Tsjechië Duitsland Hongarije Montenegro Roemenië Russische Handbalfederatie Servië Slovenië Zweden |
| Afrikaans kampioenschap handbal vrouwen 2021            | 8 - 18 juni 2021                 | 4               | Angola Kameroen Tunesië Congo-Brazzaville                                                                     |
| Noord-Amerikaans kampioenschap handbal 2021             | 22 - 25 augustus 2021            | 1               | Puerto Rico                                                                                                   |
| Aziatisch kampioenschap handbal vrouwen 2021            | 15 - 25 september 2021           | 5               | Zuid-Korea Japan Kazachstan Iran Oezbekistan                                                                  |
| Zuid- en Centraal-Amerikaans kampioenschap handbal 2021 | 4 - 10 oktober 2021              | 3               | Brazilië Argentinië Paraguay                                                                                  |
| Oceanië                                                 |                                  | 0 of 1          | – |
| Wildcard(s)                                             | 8 augustus 2021                  | 1 of 2          | Slowakije Polen                                                                                               |
| Wildcard Azië                                           | 23 september 2021                | 1               | China |

1. ↑  Het gastland is automatisch gekwalificeerd voor het wereldkampioenschap. Indien er meer dan één gastland is van dezelfde continentale federatie, zal het aantal verplichte quotaplaatsen van de betreffende continentale federatie overeenkomstig worden verminderd. Indien er meer dan één gastland is en de gastlanden zijn van verschillende continentale federaties, zal de IHF Raad beslissen over het eventueel verminderen van de verplichte quotaplaatsen van de continentale federaties.
2. ↑  De regerend wereldkampioen kwalificeert zich automatisch voor het komende wereldkampioenschap. In het geval de regerend wereldkampioen tevens gastland is, zal de continentale federatie van de regerend wereldkampioen, een extra prestatie quotaplek ontvangen.
3. ↑  Mocht een reeds gekwalificeerd land zich plaatsen voor de halve finales, dan schuift dat ticket op naar respectievelijk nummer 5 en/of 6 in de eindrangschikking.
4. 1 2  Indien landen uit Oceanië (Australië of Nieuw-Zeeland) deelnemen op het Aziatische kampioenschap en binnen de top 5 eindigen hebben zij zich gekwalificeerd voor het wereldkampioenschap. Indien zij op plek 6 of lager eindigen, zal de plaats worden ingevuld door een extra wildcard.
5. ↑  Nadat het Aziatisch kampioenschap handbal vrouwen 2021 slechts met 11 i.p.v. 12 teams werd gespeeld en er volgens de regels van het IHF zich daardoor enkel 5 teams uit Azië konden kwalificeren, werd de resterende Aziatische plek als wildcard toegekend aan China.

## Speelsteden
| Granollers                        | Castellón                    | Llíria                    | Torrevieja                            |
| --------------------------------- | ---------------------------- | ------------------------- | ------------------------------------- |
| Palacio de Deportes de Granollers | Pabellón Ciutat de Castellón | Poliesportiu Pla de L'Arc | Palacio de los Deportes de Torrevieja |
| Capaciteit: 5.685                 | Capaciteit: 6.000            | Capaciteit: 4.200         | Capaciteit: 3.300                     |
|                                   |                              |                           |                                       |

## Format
Het toernooi begint met een voorronde van acht poules van elk vier teams. De beste drie teams per poule, kwalificeren zich voor de hoofdronde, de nummers vier per poule vervolgen hun toernooi in de President’s Cup om de eindklasseringen van plek 25-32 te bepalen.
De hoofdronde bestaat uit 4 poules van elk 6 teams. Elke hoofdronde poule wordt gevormd door de gekwalificeerde teams van twee voorronde poules samen te voegen. De onderlinge resultaten behaald tegen de teams, die eveneens zijn doorgedrongen tot de hoofdronde worden meegenomen. De teams spelen daarom niet nogmaals tegen hetzelfde team uit de voorronde. De top twee teams van elke hoofdronde poule plaatsen zich voor de kwartfinales. De nummers 3 t/m 6 van elke hoofdronde poule worden gerangschikt als nummer 9 t/m 24. De verliezers van de kwartfinale worden gerangschikt als nummer 5 t/m 8. (Enkel tijdens het WK voor de Olympische Spelen worden de plaatsen 5 t/m 8 bepaald, door onderlinge wedstrijden).
Daarna volgen de halve finales, de wedstrijd om plek 3-4 en de finale.

## Loting
De loting voor de eindronde vond plaats op 12 augustus 2021 in Castellón de la Plana, Spanje.

### Plaatsing
| Pot 1 | Pot 2                                                                                   | Pot 3                                                                                       | Pot 4                                                                                      |
| --- | --------------------------------------------------------------------------------------- | ------------------------------------------------------------------------------------------- | ------------------------------------------------------------------------------------------ |
| - Nederland - Noorwegen - Spanje - Frankrijk - Kroatië - Denemarken - Russische Handbalfederatie - Duitsland | - Montenegro - Hongarije - Zweden - Zuid-Korea - Japan - Roemenië - Servië - Oostenrijk | - Angola - Brazilië - Argentinië - Kameroen - Tsjechië - Tunesië - Puerto Rico - Kazachstan | - Iran - Slowakije - Slovenië - Oezbekistan - China - Congo-Brazzaville - Paraguay - Polen |

## Groepfase

### Groep A
| Pos | Team       | Wed | W | G | V | Ptn | DV | DT | +/− | Kwalificatie   |  |       |       |       |       |
| --- | ---------- | --- | - | - | - | --- | -- | -- | --- | -------------- |  | ----- | ----- | ----- | ----- |
| 1   | Frankrijk  | 3   | 3 | 0 | 0 | 6   | 83 | 57 | +26 | Hoofdronde     |  |       |       | 24–19 | 30–20 |
| 2   | Slovenië   | 3   | 1 | 1 | 1 | 3   | 71 | 72 | −1  | Hoofdronde     |  | 18–29 |       |       |       |
| 3   | Montenegro | 3   | 1 | 0 | 2 | 2   | 67 | 72 | −5  | Hoofdronde     |  |       | 18–28 |       | 30–20 |
| 4   | Angola     | 3   | 0 | 1 | 2 | 1   | 65 | 85 | −20 | Presidents Cup |  |       | 25–25 |       |       |

| 3 december 2021 18:00 | Frankrijk        | 30–20           | Angola     | Palau d'Esports de Granollers, Granollers Toeschouwers: 791 Scheidsrechters: D. Lončar, Z. Lončar (CRO) |
| 3 december 2021 18:00 | Foppa, Granier 4 | (13–9)          | Venâncio 5 | Palau d'Esports de Granollers, Granollers Toeschouwers: 791 Scheidsrechters: D. Lončar, Z. Lončar (CRO) |
| 3 december 2021 18:00 | 4×               | FTR/MTR PbP/OMR | 1× 7×      | Palau d'Esports de Granollers, Granollers Toeschouwers: 791 Scheidsrechters: D. Lončar, Z. Lončar (CRO) |

| 3 december 2021 20:30 | Montenegro  | 18–28           | Slovenië | Palau d'Esports de Granollers, Granollers Toeschouwers: 1.007 Scheidsrechters: Álvarez, Bustamante (ESP) |
| 3 december 2021 20:30 | Radičević 7 | (8–16)          | Gros 6   | Palau d'Esports de Granollers, Granollers Toeschouwers: 1.007 Scheidsrechters: Álvarez, Bustamante (ESP) |
| 3 december 2021 20:30 | 1× 4×       | FTR/MTR PbP/OMR | 5×       | Palau d'Esports de Granollers, Granollers Toeschouwers: 1.007 Scheidsrechters: Álvarez, Bustamante (ESP) |

| 5 december 2021 18:00 | Slovenië  | 18–29           | Frankrijk   | Palau d'Esports de Granollers, Granollers Toeschouwers: 1.211 Scheidsrechters: M. Sá, V. Sá (POR) |
| 5 december 2021 18:00 | Varagić 6 | (8–13)          | Nze Minko 6 | Palau d'Esports de Granollers, Granollers Toeschouwers: 1.211 Scheidsrechters: M. Sá, V. Sá (POR) |
| 5 december 2021 18:00 | 1× 5×     | FTR/MTR PbP/OMR | 1× 3×       | Palau d'Esports de Granollers, Granollers Toeschouwers: 1.211 Scheidsrechters: M. Sá, V. Sá (POR) |

| 5 december 2021 20:30 | Montenegro   | 30–20           | Angola   | Palau d'Esports de Granollers, Granollers Toeschouwers: 1.310 Scheidsrechters: García, Paolantoni (ARG) |
| 5 december 2021 20:30 | Radičević 12 | (11–9)          | Guialo 6 | Palau d'Esports de Granollers, Granollers Toeschouwers: 1.310 Scheidsrechters: García, Paolantoni (ARG) |
| 5 december 2021 20:30 | 1× 2×        | FTR/MTR PbP/OMR | 2× 1×    | Palau d'Esports de Granollers, Granollers Toeschouwers: 1.310 Scheidsrechters: García, Paolantoni (ARG) |

| 7 december 2021 18:00 | Angola    | 25–25           | Slovenië | Palau d'Esports de Granollers, Granollers Toeschouwers: 1.450 Scheidsrechters: Lovin, Stancu (ROU) |
| 7 december 2021 18:00 | Pascoal 7 | (14–13)         | Gros 12  | Palau d'Esports de Granollers, Granollers Toeschouwers: 1.450 Scheidsrechters: Lovin, Stancu (ROU) |
| 7 december 2021 18:00 | 2×        | FTR/MTR PbP/OMR | 1× 2×    | Palau d'Esports de Granollers, Granollers Toeschouwers: 1.450 Scheidsrechters: Lovin, Stancu (ROU) |

| 7 december 2021 20:30 | Frankrijk   | 24–19           | Montenegro  | Palau d'Esports de Granollers, Granollers Toeschouwers: 2.481 Scheidsrechters: Belkhiri, Hamidi (ALG) |
| 7 december 2021 20:30 | Lassource 6 | (12–12)         | Radičević 7 | Palau d'Esports de Granollers, Granollers Toeschouwers: 2.481 Scheidsrechters: Belkhiri, Hamidi (ALG) |
| 7 december 2021 20:30 | 3× 2×       | FTR/MTR PbP/OMR | 1× 4× 1×    | Palau d'Esports de Granollers, Granollers Toeschouwers: 2.481 Scheidsrechters: Belkhiri, Hamidi (ALG) |

### Groep B
| Pos | Team                       | Wed | W | G | V | Ptn | DV | DT  | +/− | Kwalificatie   |  | RHF   |       |       |       |
| --- | -------------------------- | --- | - | - | - | --- | -- | --- | --- | -------------- |  | ----- | ----- | ----- | ----- |
| 1   | Russische Handbalfederatie | 3   | 3 | 0 | 0 | 6   | 98 | 63  | +35 | Hoofdronde     |  |       | 32–22 |       | 40–18 |
| 2   | Servië                     | 3   | 2 | 0 | 1 | 4   | 90 | 71  | +19 | Hoofdronde     |  |       |       | 25–21 | 43–18 |
| 3   | Polen                      | 3   | 1 | 0 | 2 | 2   | 77 | 70  | +7  | Hoofdronde     |  | 23–26 |       |       |       |
| 4   | Kameroen                   | 3   | 0 | 0 | 3 | 0   | 55 | 116 | −61 | Presidents Cup |  |       |       | 19–33 |       |

| 3 december 2021 18:00 | RHF       | 40–18           | Kameroen | Poliesportiu Pla de L'Arc, Llíria Toeschouwers: 690 Scheidsrechters: Koo, Lee (KOR) |
| 3 december 2021 18:00 | Markova 6 | (17–10)         | Ekoh 4   | Poliesportiu Pla de L'Arc, Llíria Toeschouwers: 690 Scheidsrechters: Koo, Lee (KOR) |
| 3 december 2021 18:00 | 3×        | FTR/MTR PbP/OMR | 3×       | Poliesportiu Pla de L'Arc, Llíria Toeschouwers: 690 Scheidsrechters: Koo, Lee (KOR) |

| 3 december 2021 20:30 | Servië       | 25–21           | Polen    | Poliesportiu Pla de L'Arc, Llíria Toeschouwers: 1.067 Scheidsrechters: K. Gasmi, R. Gasmi (FRA) |
| 3 december 2021 20:30 | Janjušević 7 | (16–13)         | Rosiak 6 | Poliesportiu Pla de L'Arc, Llíria Toeschouwers: 1.067 Scheidsrechters: K. Gasmi, R. Gasmi (FRA) |
| 3 december 2021 20:30 | 1× 4×        | FTR/MTR PbP/OMR | 2× 4×    | Poliesportiu Pla de L'Arc, Llíria Toeschouwers: 1.067 Scheidsrechters: K. Gasmi, R. Gasmi (FRA) |

| 5 december 2021 18:00 | Polen    | 23–26           | RHF     | Poliesportiu Pla de L'Arc, Llíria Toeschouwers: 1.166 Scheidsrechters: Christiansen, Hansen (DEN) |
| 5 december 2021 18:00 | Rosiak 8 | (10–16)         | Ilina 8 | Poliesportiu Pla de L'Arc, Llíria Toeschouwers: 1.166 Scheidsrechters: Christiansen, Hansen (DEN) |
| 5 december 2021 18:00 | 2×       | FTR/MTR PbP/OMR | 1× 3×   | Poliesportiu Pla de L'Arc, Llíria Toeschouwers: 1.166 Scheidsrechters: Christiansen, Hansen (DEN) |

| 5 december 2021 20:30 | Servië      | 43–18           | Kameroen | Poliesportiu Pla de L'Arc, Llíria Toeschouwers: 1.086 Scheidsrechters: Belkhiri, Hamidi (ALG) |
| 5 december 2021 20:30 | M. Agbaba 7 | (19–9)          | Ekoh 7   | Poliesportiu Pla de L'Arc, Llíria Toeschouwers: 1.086 Scheidsrechters: Belkhiri, Hamidi (ALG) |
| 5 december 2021 20:30 | 1×          | FTR/MTR PbP/OMR | 1× 6×    | Poliesportiu Pla de L'Arc, Llíria Toeschouwers: 1.086 Scheidsrechters: Belkhiri, Hamidi (ALG) |

| 7 december 2021 18:00 | Kameroen | 19–33           | Polen    | Poliesportiu Pla de L'Arc, Llíria Toeschouwers: 1.179 Scheidsrechters: M. Sá, V. Sá (POR) |
| 7 december 2021 18:00 | Ekoh 9   | (7–16)          | Roszak 9 | Poliesportiu Pla de L'Arc, Llíria Toeschouwers: 1.179 Scheidsrechters: M. Sá, V. Sá (POR) |
| 7 december 2021 18:00 | 6×       | FTR/MTR PbP/OMR | 4×       | Poliesportiu Pla de L'Arc, Llíria Toeschouwers: 1.179 Scheidsrechters: M. Sá, V. Sá (POR) |

| 7 december 2021 20:30 | RHF          | 32–22           | Servië                   | Poliesportiu Pla de L'Arc, Llíria Toeschouwers: 1.500 Scheidsrechters: Kuttler, Merz (GER) |
| 7 december 2021 20:30 | Managarova 7 | (15–9)          | Radojević, Stoiljković 4 | Poliesportiu Pla de L'Arc, Llíria Toeschouwers: 1.500 Scheidsrechters: Kuttler, Merz (GER) |
| 7 december 2021 20:30 | 3×           | FTR/MTR PbP/OMR | 2× 5× 1×                 | Poliesportiu Pla de L'Arc, Llíria Toeschouwers: 1.500 Scheidsrechters: Kuttler, Merz (GER) |

### Groep C
| Pos | Team       | Wed | W | G | V | Ptn | DV  | DT  | +/− | Kwalificatie   |  |      |       |       |       |
| --- | ---------- | --- | - | - | - | --- | --- | --- | --- | -------------- |  | ---- | ----- | ----- | ----- |
| 1   | Noorwegen  | 3   | 3 | 0 | 0 | 6   | 120 | 49  | +71 | Hoofdronde     |  |      | 33–22 | 46–18 |       |
| 2   | Roemenië   | 3   | 2 | 0 | 1 | 4   | 99  | 61  | +38 | Hoofdronde     |  |      |       | 38–17 | 39–11 |
| 3   | Kazachstan | 3   | 1 | 0 | 2 | 2   | 66  | 109 | −43 | Hoofdronde     |  |      |       |       | 31–25 |
| 4   | Iran       | 3   | 0 | 0 | 3 | 0   | 45  | 111 | −66 | Presidents Cup |  | 9–41 |       |       |       |

| 3 december 2021 18:00 | Roemenië       | 39–11           | Iran          | Pabellón Ciutat de Castellón, Castellón de la Plana Toeschouwers: 600 Scheidsrechters: Alpaidze, Berezkina (RUS) |
| 3 december 2021 18:00 | Dincă, Laslo 6 | (20–3)          | Vatanparast 6 | Pabellón Ciutat de Castellón, Castellón de la Plana Toeschouwers: 600 Scheidsrechters: Alpaidze, Berezkina (RUS) |
| 3 december 2021 18:00 | 1×             | FTR/MTR PbP/OMR | 1× 2×         | Pabellón Ciutat de Castellón, Castellón de la Plana Toeschouwers: 600 Scheidsrechters: Alpaidze, Berezkina (RUS) |

| 3 december 2021 20:30 | Noorwegen | 46–18           | Kazachstan    | Pabellón Ciutat de Castellón, Castellón de la Plana Toeschouwers: 900 Scheidsrechters: Erdoğan, Özdeniz (TUR) |
| 3 december 2021 20:30 | Hovden 7  | (24–10)         | Alexandrova 7 | Pabellón Ciutat de Castellón, Castellón de la Plana Toeschouwers: 900 Scheidsrechters: Erdoğan, Özdeniz (TUR) |
| 3 december 2021 20:30 | 1× 3×     | FTR/MTR PbP/OMR |               | Pabellón Ciutat de Castellón, Castellón de la Plana Toeschouwers: 900 Scheidsrechters: Erdoğan, Özdeniz (TUR) |

| 5 december 2021 18:00 | Roemenië | 38–17           | Kazachstan    | Pabellón Ciutat de Castellón, Castellón de la Plana Toeschouwers: 1.200 Scheidsrechters: H. El-Saied, Y. El-Saied (EGY) |
| 5 december 2021 18:00 | Moisă 6  | (14–9)          | Alexandrova 8 | Pabellón Ciutat de Castellón, Castellón de la Plana Toeschouwers: 1.200 Scheidsrechters: H. El-Saied, Y. El-Saied (EGY) |
| 5 december 2021 18:00 | 3×       | FTR/MTR PbP/OMR | 1×            | Pabellón Ciutat de Castellón, Castellón de la Plana Toeschouwers: 1.200 Scheidsrechters: H. El-Saied, Y. El-Saied (EGY) |

| 5 december 2021 20:30 | Iran           | 9–41            | Noorwegen          | Pabellón Ciutat de Castellón, Castellón de la Plana Toeschouwers: 850 Scheidsrechters: A. Konjičanin, D. Konjičanin (BIH) |
| 5 december 2021 20:30 | drie spelers 2 | (3–22)          | Røsberg Jacobsen 7 | Pabellón Ciutat de Castellón, Castellón de la Plana Toeschouwers: 850 Scheidsrechters: A. Konjičanin, D. Konjičanin (BIH) |
| 5 december 2021 20:30 | 3×             | FTR/MTR PbP/OMR | 1×                 | Pabellón Ciutat de Castellón, Castellón de la Plana Toeschouwers: 850 Scheidsrechters: A. Konjičanin, D. Konjičanin (BIH) |

| 7 december 2021 18:00 | Kazachstan    | 31–25           | Iran      | Pabellón Ciutat de Castellón, Castellón de la Plana Toeschouwers: 1.400 Scheidsrechters: García, Paolantoni (ARG) |
| 7 december 2021 18:00 | Alexandrova 8 | (14–10)         | Kianara 6 | Pabellón Ciutat de Castellón, Castellón de la Plana Toeschouwers: 1.400 Scheidsrechters: García, Paolantoni (ARG) |
| 7 december 2021 18:00 | 6×            | FTR/MTR PbP/OMR | 4×        | Pabellón Ciutat de Castellón, Castellón de la Plana Toeschouwers: 1.400 Scheidsrechters: García, Paolantoni (ARG) |

| 7 december 2021 20:30 | Noorwegen       | 33–22           | Roemenië | Pabellón Ciutat de Castellón, Castellón de la Plana Toeschouwers: 3.200 Scheidsrechters: Mitrović, Vešović (MNE) |
| 7 december 2021 20:30 | Brattset Dale 7 | (17–11)         | Laslo 6  | Pabellón Ciutat de Castellón, Castellón de la Plana Toeschouwers: 3.200 Scheidsrechters: Mitrović, Vešović (MNE) |
| 7 december 2021 20:30 | 2×              | FTR/MTR PbP/OMR | 2× 4×    | Pabellón Ciutat de Castellón, Castellón de la Plana Toeschouwers: 3.200 Scheidsrechters: Mitrović, Vešović (MNE) |

### Groep D
| Pos | Team        | Wed | W | G | V | Ptn | DV  | DT  | +/− | Kwalificatie   |  |       |       |       |       |
| --- | ----------- | --- | - | - | - | --- | --- | --- | --- | -------------- |  | ----- | ----- | ----- | ----- |
| 1   | Nederland   | 3   | 2 | 1 | 0 | 5   | 144 | 63  | +81 | Hoofdronde     |  |       | 31–31 | 55–15 |       |
| 2   | Zweden      | 3   | 2 | 1 | 0 | 5   | 125 | 56  | +69 | Hoofdronde     |  |       |       | 48–10 | 46–15 |
| 3   | Puerto Rico | 3   | 1 | 0 | 2 | 2   | 55  | 127 | −72 | Hoofdronde     |  |       |       |       | 30–24 |
| 4   | Oezbekistan | 3   | 0 | 0 | 3 | 0   | 56  | 134 | −78 | Presidents Cup |  | 17–58 |       |       |       |

| 3 december 2021 18:00 | Nederland                  | 55–15           | Puerto Rico | Palacio de los Deportes de Torrevieja, Torrevieja Toeschouwers: 548 Scheidsrechters: A. Covalciuc, I. Covalciuc (MDA) |
| 3 december 2021 18:00 | Van Wetering, Vollebregt 8 | (23–6)          | Ceballos 5  | Palacio de los Deportes de Torrevieja, Torrevieja Toeschouwers: 548 Scheidsrechters: A. Covalciuc, I. Covalciuc (MDA) |
| 3 december 2021 18:00 | 1×                         | FTR/MTR PbP/OMR |             | Palacio de los Deportes de Torrevieja, Torrevieja Toeschouwers: 548 Scheidsrechters: A. Covalciuc, I. Covalciuc (MDA) |

| 3 december 2021 20:30 | Zweden  | 46–15           | Oezbekistan                    | Palacio de los Deportes de Torrevieja, Torrevieja Toeschouwers: 1.138 Scheidsrechters: Jovandić, Sekulić (SRB) |
| 3 december 2021 20:30 | Lerby 6 | (22–11)         | Khudoykulova, Razakbergenova 3 | Palacio de los Deportes de Torrevieja, Torrevieja Toeschouwers: 1.138 Scheidsrechters: Jovandić, Sekulić (SRB) |
| 3 december 2021 20:30 | 1×      | FTR/MTR PbP/OMR | 1×                             | Palacio de los Deportes de Torrevieja, Torrevieja Toeschouwers: 1.138 Scheidsrechters: Jovandić, Sekulić (SRB) |

| 5 december 2021 15:30 | Zweden    | 48–10           | Puerto Rico | Palacio de los Deportes de Torrevieja, Torrevieja Toeschouwers: 907 Scheidsrechters: Kuttler, Merz (GER) |
| 5 december 2021 15:30 | Hagman 19 | (26–5)          | Ceballos 3  | Palacio de los Deportes de Torrevieja, Torrevieja Toeschouwers: 907 Scheidsrechters: Kuttler, Merz (GER) |
| 5 december 2021 15:30 | 2× 4× 1×  | FTR/MTR PbP/OMR | 5×          | Palacio de los Deportes de Torrevieja, Torrevieja Toeschouwers: 907 Scheidsrechters: Kuttler, Merz (GER) |

| 5 december 2021 18:00 | Oezbekistan                | 17–58           | Nederland      | Palacio de los Deportes de Torrevieja, Torrevieja Toeschouwers: 1.009 Scheidsrechters: Mitrović, Vešović (MNE) |
| 5 december 2021 18:00 | Abdumannonova, Bahromova 4 | (10–28)         | Bont, Nüsser 7 | Palacio de los Deportes de Torrevieja, Torrevieja Toeschouwers: 1.009 Scheidsrechters: Mitrović, Vešović (MNE) |
| 5 december 2021 18:00 | 4×                         | FTR/MTR PbP/OMR | 1×             | Palacio de los Deportes de Torrevieja, Torrevieja Toeschouwers: 1.009 Scheidsrechters: Mitrović, Vešović (MNE) |

| 7 december 2021 18:00 | Puerto Rico | 30–24           | Oezbekistan     | Palacio de los Deportes de Torrevieja, Torrevieja Toeschouwers: 571 Scheidsrechters: Krichen, Makhlouf (TUN) |
| 7 december 2021 18:00 | Ceballos 9  | (14–12)         | Khudoykulova 10 | Palacio de los Deportes de Torrevieja, Torrevieja Toeschouwers: 571 Scheidsrechters: Krichen, Makhlouf (TUN) |
| 7 december 2021 18:00 | 2× 4×       | FTR/MTR PbP/OMR | 1× 2×           | Palacio de los Deportes de Torrevieja, Torrevieja Toeschouwers: 571 Scheidsrechters: Krichen, Makhlouf (TUN) |

| 7 december 2021 20:30 | Nederland | 31–31           | Zweden    | Palacio de los Deportes de Torrevieja, Torrevieja Toeschouwers: 1.825 Scheidsrechters: A. Konjičanin, D. Konjičanin (BIH) |
| 7 december 2021 20:30 | Bont 6    | (17–18)         | Roberts 8 | Palacio de los Deportes de Torrevieja, Torrevieja Toeschouwers: 1.825 Scheidsrechters: A. Konjičanin, D. Konjičanin (BIH) |
| 7 december 2021 20:30 | 3×        | FTR/MTR PbP/OMR | 3×        | Palacio de los Deportes de Torrevieja, Torrevieja Toeschouwers: 1.825 Scheidsrechters: A. Konjičanin, D. Konjičanin (BIH) |

### Groep E
| Pos | Team      | Wed | W | G | V | Ptn | DV | DT | +/− | Kwalificatie   |  |       |       |       |       |
| --- | --------- | --- | - | - | - | --- | -- | -- | --- | -------------- |  | ----- | ----- | ----- | ----- |
| 1   | Duitsland | 3   | 3 | 0 | 0 | 6   | 92 | 67 | +25 | Hoofdronde     |  |       | 25–24 | 31–21 |       |
| 2   | Hongarije | 3   | 2 | 0 | 1 | 4   | 91 | 83 | +8  | Hoofdronde     |  |       |       | 32–29 | 35–29 |
| 3   | Tsjechië  | 3   | 1 | 0 | 2 | 2   | 74 | 86 | −12 | Hoofdronde     |  |       |       |       | 24–23 |
| 4   | Slowakije | 3   | 0 | 0 | 3 | 0   | 74 | 95 | −21 | Presidents Cup |  | 22–36 |       |       |       |

| 2 december 2021 18:00 | Duitsland | 31–21           | Tsjechië       | Poliesportiu Pla de L'Arc, Llíria Toeschouwers: 375 Scheidsrechters: Belkhiri, Hamidi (ALG) |
| 2 december 2021 18:00 | Maidhof 5 | (17–10)         | drie spelers 4 | Poliesportiu Pla de L'Arc, Llíria Toeschouwers: 375 Scheidsrechters: Belkhiri, Hamidi (ALG) |
| 2 december 2021 18:00 | 1× 3×     | FTR/MTR PbP/OMR | 3× 1×          | Poliesportiu Pla de L'Arc, Llíria Toeschouwers: 375 Scheidsrechters: Belkhiri, Hamidi (ALG) |

| 2 december 2021 20:30 | Hongarije        | 35–29           | Slowakije  | Poliesportiu Pla de L'Arc, Llíria Toeschouwers: 448 Scheidsrechters: Christiansen, Hansen (DEN) |
| 2 december 2021 20:30 | Háfra, Klujber 7 | (16–16)         | Bíziková 8 | Poliesportiu Pla de L'Arc, Llíria Toeschouwers: 448 Scheidsrechters: Christiansen, Hansen (DEN) |
| 2 december 2021 20:30 | 2×               | FTR/MTR PbP/OMR | 3×         | Poliesportiu Pla de L'Arc, Llíria Toeschouwers: 448 Scheidsrechters: Christiansen, Hansen (DEN) |

| 4 december 2021 18:00 | Slowakije            | 22–36           | Duitsland   | Poliesportiu Pla de L'Arc, Llíria Toeschouwers: 1.144 Scheidsrechters: Koo, Lee (KOR) |
| 4 december 2021 18:00 | Bajčiová, Bíziková 4 | (12–17)         | Grijseels 6 | Poliesportiu Pla de L'Arc, Llíria Toeschouwers: 1.144 Scheidsrechters: Koo, Lee (KOR) |
| 4 december 2021 18:00 | 3×                   | FTR/MTR PbP/OMR | 3×          | Poliesportiu Pla de L'Arc, Llíria Toeschouwers: 1.144 Scheidsrechters: Koo, Lee (KOR) |

| 4 december 2021 20:30 | Hongarije  | 32–29           | Tsjechië     | Poliesportiu Pla de L'Arc, Llíria Toeschouwers: 1.145 Scheidsrechters: K. Gasmi, R. Gasmi (FRA) |
| 4 december 2021 20:30 | Klujber 11 | (17–15)         | Jeřábková 10 | Poliesportiu Pla de L'Arc, Llíria Toeschouwers: 1.145 Scheidsrechters: K. Gasmi, R. Gasmi (FRA) |
| 4 december 2021 20:30 | 2× 7×      | FTR/MTR PbP/OMR | 2×           | Poliesportiu Pla de L'Arc, Llíria Toeschouwers: 1.145 Scheidsrechters: K. Gasmi, R. Gasmi (FRA) |

| 6 december 2021 18:00 | Tsjechië             | 24–23           | Slowakije | Poliesportiu Pla de L'Arc, Llíria Toeschouwers: 1.294 Scheidsrechters: Erdoğan, Özdeniz (TUR) |
| 6 december 2021 18:00 | Jeřábková, Zachová 4 | (15–14)         | Lancz 5   | Poliesportiu Pla de L'Arc, Llíria Toeschouwers: 1.294 Scheidsrechters: Erdoğan, Özdeniz (TUR) |
| 6 december 2021 18:00 | 3× 1×                | FTR/MTR PbP/OMR | 2× 1×     | Poliesportiu Pla de L'Arc, Llíria Toeschouwers: 1.294 Scheidsrechters: Erdoğan, Özdeniz (TUR) |

| 6 december 2021 20:30 | Duitsland            | 25–24           | Hongarije | Poliesportiu Pla de L'Arc, Llíria Toeschouwers: 2.053 Scheidsrechters: Álvarez, Bustamante (ESP) |
| 6 december 2021 20:30 | Maidhof, Schmelzer 5 | (14–9)          | Lukács 5  | Poliesportiu Pla de L'Arc, Llíria Toeschouwers: 2.053 Scheidsrechters: Álvarez, Bustamante (ESP) |
| 6 december 2021 20:30 | 1× 3×                | FTR/MTR PbP/OMR | 3×        | Poliesportiu Pla de L'Arc, Llíria Toeschouwers: 2.053 Scheidsrechters: Álvarez, Bustamante (ESP) |

### Groep F
| Pos | Team              | Wed | W | G | V | Ptn | DV  | DT | +/− | Kwalificatie   |  |       |       |       |       |
| --- | ----------------- | --- | - | - | - | --- | --- | -- | --- | -------------- |  | ----- | ----- | ----- | ----- |
| 1   | Denemarken        | 3   | 3 | 0 | 0 | 6   | 103 | 57 | +46 | Hoofdronde     |  |       | 35–23 |       | 35–16 |
| 2   | Zuid-Korea        | 3   | 2 | 0 | 1 | 4   | 91  | 87 | +4  | Hoofdronde     |  |       |       | 37–23 | 31–29 |
| 3   | Congo-Brazzaville | 3   | 1 | 0 | 2 | 2   | 74  | 94 | −20 | Hoofdronde     |  | 18–33 |       |       |       |
| 4   | Tunesië           | 3   | 0 | 0 | 3 | 0   | 69  | 99 | −30 | Presidents Cup |  |       |       | 24–33 |       |

| 2 december 2021 18:00 | Zuid-Korea | 37–23           | Congo-Brazzaville | Palau d'Esports de Granollers, Granollers Toeschouwers: 641 Scheidsrechters: García, Paolantoni (ARG) |
| 2 december 2021 18:00 | Kim S. 6   | (22–11)         | Nkou 5            | Palau d'Esports de Granollers, Granollers Toeschouwers: 641 Scheidsrechters: García, Paolantoni (ARG) |
| 2 december 2021 18:00 | 1× 3×      | FTR/MTR PbP/OMR | 3×                | Palau d'Esports de Granollers, Granollers Toeschouwers: 641 Scheidsrechters: García, Paolantoni (ARG) |

| 2 december 2021 20:30 | Denemarken | 35–16           | Tunesië  | Palau d'Esports de Granollers, Granollers Toeschouwers: 727 Scheidsrechters: M. Sá, V. Sá (POR) |
| 2 december 2021 20:30 | Heindahl 6 | (16–8)          | Amiche 4 | Palau d'Esports de Granollers, Granollers Toeschouwers: 727 Scheidsrechters: M. Sá, V. Sá (POR) |
| 2 december 2021 20:30 | 5×         | FTR/MTR PbP/OMR | 3×       | Palau d'Esports de Granollers, Granollers Toeschouwers: 727 Scheidsrechters: M. Sá, V. Sá (POR) |

| 4 december 2021 18:00 | Zuid-Korea | 31–29           | Tunesië  | Palau d'Esports de Granollers, Granollers Toeschouwers: 491 Scheidsrechters: Lovin, Stancu (ROU) |
| 4 december 2021 18:00 | Ryu 7      | (14–14)         | Rezgui 6 | Palau d'Esports de Granollers, Granollers Toeschouwers: 491 Scheidsrechters: Lovin, Stancu (ROU) |
| 4 december 2021 18:00 | 4×         | FTR/MTR PbP/OMR | 2×       | Palau d'Esports de Granollers, Granollers Toeschouwers: 491 Scheidsrechters: Lovin, Stancu (ROU) |

| 4 december 2021 20:30 | Congo-Brazzaville | 18–33           | Denemarken | Palau d'Esports de Granollers, Granollers Toeschouwers: 611 Scheidsrechters: D. Lončar, Z. Lončar (CRO) |
| 4 december 2021 20:30 | Ngombele 5        | (7–18)          | Nolsøe 6   | Palau d'Esports de Granollers, Granollers Toeschouwers: 611 Scheidsrechters: D. Lončar, Z. Lončar (CRO) |
| 4 december 2021 20:30 | 4×                | FTR/MTR PbP/OMR | 5×         | Palau d'Esports de Granollers, Granollers Toeschouwers: 611 Scheidsrechters: D. Lončar, Z. Lončar (CRO) |

| 6 december 2021 18:00 | Tunesië   | 24–33           | Congo-Brazzaville | Palau d'Esports de Granollers, Granollers Toeschouwers: 972 Scheidsrechters: A. Covalciuc, I. Covalciuc (MDA) |
| 6 december 2021 18:00 | Hachana 7 | (9–18)          | Yimga 11          | Palau d'Esports de Granollers, Granollers Toeschouwers: 972 Scheidsrechters: A. Covalciuc, I. Covalciuc (MDA) |
| 6 december 2021 18:00 | 2× 1×     | FTR/MTR PbP/OMR | 3× 5×             | Palau d'Esports de Granollers, Granollers Toeschouwers: 972 Scheidsrechters: A. Covalciuc, I. Covalciuc (MDA) |

| 6 december 2021 20:30 | Denemarken | 35–23           | Zuid-Korea | Palau d'Esports de Granollers, Granollers Toeschouwers: 1.502 Scheidsrechters: K. Gasmi, R. Gasmi (FRA) |
| 6 december 2021 20:30 | Iversen 6  | (19–14)         | Ryu 9      | Palau d'Esports de Granollers, Granollers Toeschouwers: 1.502 Scheidsrechters: K. Gasmi, R. Gasmi (FRA) |
| 6 december 2021 20:30 | 2×         | FTR/MTR PbP/OMR | 2×         | Palau d'Esports de Granollers, Granollers Toeschouwers: 1.502 Scheidsrechters: K. Gasmi, R. Gasmi (FRA) |

### Groep G
| Pos | Team     | Wed | W | G | V | Ptn | DV | DT  | +/− | Kwalificatie   |  |       |       |       |       |
| --- | -------- | --- | - | - | - | --- | -- | --- | --- | -------------- |  | ----- | ----- | ----- | ----- |
| 1   | Brazilië | 3   | 3 | 0 | 0 | 6   | 92 | 69  | +23 | Hoofdronde     |  |       |       |       | 33–19 |
| 2   | Japan    | 3   | 2 | 0 | 1 | 4   | 93 | 72  | +21 | Hoofdronde     |  | 25–29 |       |       | 40–17 |
| 3   | Kroatië  | 3   | 1 | 0 | 2 | 2   | 89 | 74  | +15 | Hoofdronde     |  | 25–30 | 26–28 |       |       |
| 4   | Paraguay | 3   | 0 | 0 | 3 | 0   | 52 | 111 | −59 | Presidents Cup |  |       |       | 16–38 |       |

| 2 december 2021 18:00 | Kroatië    | 25–30           | Brazilië   | Pabellón Ciutat de Castellón, Castellón de la Plana Toeschouwers: 700 Scheidsrechters: H. El-Saied, Y. El-Saied (EGY) |
| 2 december 2021 18:00 | Blažević 7 | (12–18)         | De Paula 7 | Pabellón Ciutat de Castellón, Castellón de la Plana Toeschouwers: 700 Scheidsrechters: H. El-Saied, Y. El-Saied (EGY) |
| 2 december 2021 18:00 | 1× 3×      | FTR/MTR PbP/OMR | 1× 3×      | Pabellón Ciutat de Castellón, Castellón de la Plana Toeschouwers: 700 Scheidsrechters: H. El-Saied, Y. El-Saied (EGY) |

| 2 december 2021 20:30 | Japan               | 40–17           | Paraguay           | Pabellón Ciutat de Castellón, Castellón de la Plana Toeschouwers: 400 Scheidsrechters: A. Konjičanin, D. Konjičanin (BIH) |
| 2 december 2021 20:30 | Aizawa, Yoshidome 6 | (19–10)         | Fernández, Fiore 4 | Pabellón Ciutat de Castellón, Castellón de la Plana Toeschouwers: 400 Scheidsrechters: A. Konjičanin, D. Konjičanin (BIH) |
| 2 december 2021 20:30 | 6×                  | FTR/MTR PbP/OMR | 2×                 | Pabellón Ciutat de Castellón, Castellón de la Plana Toeschouwers: 400 Scheidsrechters: A. Konjičanin, D. Konjičanin (BIH) |

| 4 december 2021 18:00 | Paraguay | 16–38           | Kroatië          | Pabellón Ciutat de Castellón, Castellón de la Plana Toeschouwers: 550 Scheidsrechters: Erdoğan, Özdeniz (TUR) |
| 4 december 2021 18:00 | Acuña 5  | (5–15)          | Blažević, Turk 6 | Pabellón Ciutat de Castellón, Castellón de la Plana Toeschouwers: 550 Scheidsrechters: Erdoğan, Özdeniz (TUR) |
| 4 december 2021 18:00 | 8×       | FTR/MTR PbP/OMR | 1× 5×            | Pabellón Ciutat de Castellón, Castellón de la Plana Toeschouwers: 550 Scheidsrechters: Erdoğan, Özdeniz (TUR) |

| 4 december 2021 20:30 | Japan          | 25–29           | Brazilië  | Pabellón Ciutat de Castellón, Castellón de la Plana Toeschouwers: 890 Scheidsrechters: Christiansen, Hansen (DEN) |
| 4 december 2021 20:30 | drie spelers 4 | (15–12)         | Cardoso 7 | Pabellón Ciutat de Castellón, Castellón de la Plana Toeschouwers: 890 Scheidsrechters: Christiansen, Hansen (DEN) |
| 4 december 2021 20:30 | 5×             | FTR/MTR PbP/OMR | 1× 2×     | Pabellón Ciutat de Castellón, Castellón de la Plana Toeschouwers: 890 Scheidsrechters: Christiansen, Hansen (DEN) |

| 6 december 2021 18:00 | Brazilië   | 33–19           | Paraguay             | Pabellón Ciutat de Castellón, Castellón de la Plana Toeschouwers: 850 Scheidsrechters: Koo, Lee (KOR) |
| 6 december 2021 18:00 | Quintino 6 | (20–7)          | Fernández, Mendoza 3 | Pabellón Ciutat de Castellón, Castellón de la Plana Toeschouwers: 850 Scheidsrechters: Koo, Lee (KOR) |
| 6 december 2021 18:00 | 1× 4×      | FTR/MTR PbP/OMR | 1×                   | Pabellón Ciutat de Castellón, Castellón de la Plana Toeschouwers: 850 Scheidsrechters: Koo, Lee (KOR) |

| 6 december 2021 20:30 | Kroatië  | 26–28           | Japan      | Pabellón Ciutat de Castellón, Castellón de la Plana Toeschouwers: 1.100 Scheidsrechters: Alpaidze, Berezkina (RUS) |
| 6 december 2021 20:30 | Kalaus 6 | (14–14)         | Nakayama 9 | Pabellón Ciutat de Castellón, Castellón de la Plana Toeschouwers: 1.100 Scheidsrechters: Alpaidze, Berezkina (RUS) |
| 6 december 2021 20:30 | 1× 4×    | FTR/MTR PbP/OMR | 7×         | Pabellón Ciutat de Castellón, Castellón de la Plana Toeschouwers: 1.100 Scheidsrechters: Alpaidze, Berezkina (RUS) |

### Groep H
| Pos | Team       | Wed | W | G | V | Ptn | DV | DT  | +/− | Kwalificatie   |  |       |       |       |       |
| --- | ---------- | --- | - | - | - | --- | -- | --- | --- | -------------- |  | ----- | ----- | ----- | ----- |
| 1   | Spanje (G) | 3   | 3 | 0 | 0 | 6   | 93 | 50  | +43 | Hoofdronde     |  |       | 29–13 | 31–19 |       |
| 2   | Argentinië | 3   | 2 | 0 | 1 | 4   | 80 | 82  | −2  | Hoofdronde     |  |       |       |       | 36–24 |
| 3   | Oostenrijk | 3   | 1 | 0 | 2 | 2   | 86 | 89  | −3  | Hoofdronde     |  |       | 29–31 |       | 38–27 |
| 4   | China      | 3   | 0 | 0 | 3 | 0   | 69 | 107 | −38 | Presidents Cup |  | 18–33 |       |       |       |

| 1 december 2021 20:30 | Spanje           | 29–13           | Argentinië       | Palacio de los Deportes de Torrevieja, Torrevieja Toeschouwers: 2.080 Scheidsrechters: Alpaidze, Berezkina (RUS) |
| 1 december 2021 20:30 | Cabral, Campos 5 | (11–10)         | Karsten, Urban 3 | Palacio de los Deportes de Torrevieja, Torrevieja Toeschouwers: 2.080 Scheidsrechters: Alpaidze, Berezkina (RUS) |
| 1 december 2021 20:30 | 2× 4×            | FTR/MTR PbP/OMR | 5×               | Palacio de los Deportes de Torrevieja, Torrevieja Toeschouwers: 2.080 Scheidsrechters: Alpaidze, Berezkina (RUS) |

| 2 december 2021 18:00 | Oostenrijk | 38–27           | China   | Palacio de los Deportes de Torrevieja, Torrevieja Toeschouwers: 250 Scheidsrechters: Mitrović, Vešović (MNE) |
| 2 december 2021 18:00 | Pandza 9   | (22–13)         | Zhang 8 | Palacio de los Deportes de Torrevieja, Torrevieja Toeschouwers: 250 Scheidsrechters: Mitrović, Vešović (MNE) |
| 2 december 2021 18:00 | 4×         | FTR/MTR PbP/OMR | 2× 9×   | Palacio de los Deportes de Torrevieja, Torrevieja Toeschouwers: 250 Scheidsrechters: Mitrović, Vešović (MNE) |

| 4 december 2021 18:00 | Oostenrijk | 29–31           | Argentinië | Palacio de los Deportes de Torrevieja, Torrevieja Toeschouwers: 1.622 Scheidsrechters: Krichen, Makhlouf (TUN) |
| 4 december 2021 18:00 | Pandza 10  | (14–18)         | Karsten 11 | Palacio de los Deportes de Torrevieja, Torrevieja Toeschouwers: 1.622 Scheidsrechters: Krichen, Makhlouf (TUN) |
| 4 december 2021 18:00 | 2× 8× 1×   | FTR/MTR PbP/OMR | 4×         | Palacio de los Deportes de Torrevieja, Torrevieja Toeschouwers: 1.622 Scheidsrechters: Krichen, Makhlouf (TUN) |

| 4 december 2021 20:30 | China     | 18–33           | Spanje   | Palacio de los Deportes de Torrevieja, Torrevieja Toeschouwers: 2.619 Scheidsrechters: A. Covalciuc, I. Covalciuc (MDA) |
| 4 december 2021 20:30 | Wang S. 3 | (7–16)          | Cabral 5 | Palacio de los Deportes de Torrevieja, Torrevieja Toeschouwers: 2.619 Scheidsrechters: A. Covalciuc, I. Covalciuc (MDA) |
| 4 december 2021 20:30 | 1× 5× 1×  | FTR/MTR PbP/OMR | 1× 2×    | Palacio de los Deportes de Torrevieja, Torrevieja Toeschouwers: 2.619 Scheidsrechters: A. Covalciuc, I. Covalciuc (MDA) |

| 6 december 2021 18:00 | Argentinië | 36–24           | China    | Palacio de los Deportes de Torrevieja, Torrevieja Toeschouwers: 1.326 Scheidsrechters: H. El-Saied, Y. El-Saied (EGY) |
| 6 december 2021 18:00 | Karsten 8  | (17–9)          | Jin M. 8 | Palacio de los Deportes de Torrevieja, Torrevieja Toeschouwers: 1.326 Scheidsrechters: H. El-Saied, Y. El-Saied (EGY) |
| 6 december 2021 18:00 |            | FTR/MTR PbP/OMR | 6×       | Palacio de los Deportes de Torrevieja, Torrevieja Toeschouwers: 1.326 Scheidsrechters: H. El-Saied, Y. El-Saied (EGY) |

| 6 december 2021 20:30 | Spanje   | 31–19           | Oostenrijk | Palacio de los Deportes de Torrevieja, Torrevieja Toeschouwers: 3.000 Scheidsrechters: Jovandić, Sekulić (SRB) |
| 6 december 2021 20:30 | Martín 9 | (14–6)          | Kovács 8   | Palacio de los Deportes de Torrevieja, Torrevieja Toeschouwers: 3.000 Scheidsrechters: Jovandić, Sekulić (SRB) |
| 6 december 2021 20:30 | 2×       | FTR/MTR PbP/OMR | 3×         | Palacio de los Deportes de Torrevieja, Torrevieja Toeschouwers: 3.000 Scheidsrechters: Jovandić, Sekulić (SRB) |

## Presidents Cup

### Groep I
| Pos | Team        | Wed | W | G | V | Ptn | DV  | DT  | +/− | Kwalificatie                |  |       |       |       |       |
| --- | ----------- | --- | - | - | - | --- | --- | --- | --- | --------------------------- |  | ----- | ----- | ----- | ----- |
| 1   | Angola      | 3   | 3 | 0 | 0 | 6   | 128 | 43  | +85 | Wedstrijd om 25e/26e plaats |  |       | 35–24 |       | 41–8  |
| 2   | Kameroen    | 3   | 2 | 0 | 1 | 4   | 98  | 75  | +23 | Wedstrijd om 27e/28e plaats |  |       |       | 42–23 | 32–17 |
| 3   | Oezbekistan | 3   | 1 | 0 | 2 | 2   | 71  | 126 | −55 | Wedstrijd om 29e/30e plaats |  | 11–52 |       |       |       |
| 4   | Iran        | 3   | 0 | 0 | 3 | 0   | 57  | 110 | −53 | Wedstrijd om 31e/32e plaats |  |       |       | 32–37 |       |

| 9 december 2021 15:00 | Angola    | 35–24           | Kameroen | Poliesportiu Pla de L'Arc, Llíria Toeschouwers: 220 Scheidsrechters: Lovin, Stancu (ROU) |
| 9 december 2021 15:00 | Kassoma 6 | (16–14)         | Ekoh 7   | Poliesportiu Pla de L'Arc, Llíria Toeschouwers: 220 Scheidsrechters: Lovin, Stancu (ROU) |
| 9 december 2021 15:00 | 2× 6× 1×  | FTR/MTR PbP/OMR | 1× 2×    | Poliesportiu Pla de L'Arc, Llíria Toeschouwers: 220 Scheidsrechters: Lovin, Stancu (ROU) |

| 9 december 2021 17:30 | Iran      | 32–37           | Oezbekistan     | Poliesportiu Pla de L'Arc, Llíria Toeschouwers: 415 Scheidsrechters: H. El-Saied, Y. El-Saied (EGY) |
| 9 december 2021 17:30 | Ghasemi 9 | (18–20)         | Khudoykulova 11 | Poliesportiu Pla de L'Arc, Llíria Toeschouwers: 415 Scheidsrechters: H. El-Saied, Y. El-Saied (EGY) |
| 9 december 2021 17:30 | 1× 3×     | FTR/MTR PbP/OMR | 1× 3×           | Poliesportiu Pla de L'Arc, Llíria Toeschouwers: 415 Scheidsrechters: H. El-Saied, Y. El-Saied (EGY) |

| 11 december 2021 15:00 | Angola    | 41–8            | Iran      | Poliesportiu Pla de L'Arc, Llíria Toeschouwers: 285 Scheidsrechters: Lovin, Stancu (ROU) |
| 11 december 2021 15:00 | Kassoma 8 | (24–4)          | Kianara 4 | Poliesportiu Pla de L'Arc, Llíria Toeschouwers: 285 Scheidsrechters: Lovin, Stancu (ROU) |
| 11 december 2021 15:00 | 2× 3×     | FTR/MTR PbP/OMR | 1×        | Poliesportiu Pla de L'Arc, Llíria Toeschouwers: 285 Scheidsrechters: Lovin, Stancu (ROU) |

| 11 december 2021 17:30 | Kameroen | 42–23           | Oezbekistan | Poliesportiu Pla de L'Arc, Llíria Toeschouwers: 400 Scheidsrechters: M. Sá, V. Sá (POR) |
| 11 december 2021 17:30 | Ateba 14 | (19–6)          | Bahromova 6 | Poliesportiu Pla de L'Arc, Llíria Toeschouwers: 400 Scheidsrechters: M. Sá, V. Sá (POR) |
| 11 december 2021 17:30 | 1×       | FTR/MTR PbP/OMR | 3×          | Poliesportiu Pla de L'Arc, Llíria Toeschouwers: 400 Scheidsrechters: M. Sá, V. Sá (POR) |

| 13 december 2021 15:00 | Oezbekistan | 11–52           | Angola    | Poliesportiu Pla de L'Arc, Llíria Toeschouwers: 50 Scheidsrechters: M. Sá, V. Sá (POR) |
| 13 december 2021 15:00 | Mirzaeva 3  | (5–30)          | Kassoma 8 | Poliesportiu Pla de L'Arc, Llíria Toeschouwers: 50 Scheidsrechters: M. Sá, V. Sá (POR) |
| 13 december 2021 15:00 | 1×          | FTR/MTR PbP/OMR | 1× 2×     | Poliesportiu Pla de L'Arc, Llíria Toeschouwers: 50 Scheidsrechters: M. Sá, V. Sá (POR) |

| 13 december 2021 17:30 | Kameroen | 32–17           | Iran      | Poliesportiu Pla de L'Arc, Llíria Toeschouwers: 120 Scheidsrechters: Erdoğan, Özdeniz (TUR) |
| 13 december 2021 17:30 | Ebanga 7 | (14–9)          | Kianara 5 | Poliesportiu Pla de L'Arc, Llíria Toeschouwers: 120 Scheidsrechters: Erdoğan, Özdeniz (TUR) |
| 13 december 2021 17:30 | 1×       | FTR/MTR PbP/OMR | 1×        | Poliesportiu Pla de L'Arc, Llíria Toeschouwers: 120 Scheidsrechters: Erdoğan, Özdeniz (TUR) |

### Groep II
| Pos | Team      | Wed | W | G | V | Ptn | DV | DT | +/− | Kwalificatie                |  |      |       |       |       |
| --- | --------- | --- | - | - | - | --- | -- | -- | --- | --------------------------- |  | ---- | ----- | ----- | ----- |
| 1   | Slowakije | 3   | 3 | 0 | 0 | 6   | 74 | 54 | +20 | Wedstrijd om 25e/26e plaats |  |      | 31–27 | 33–27 |       |
| 2   | Tunesië   | 3   | 2 | 0 | 1 | 4   | 72 | 59 | +13 | Wedstrijd om 27e/28e plaats |  |      |       | 35–28 | 10–0  |
| 3   | Paraguay  | 3   | 1 | 0 | 2 | 2   | 85 | 92 | −7  | Wedstrijd om 29e/30e plaats |  |      |       |       | 30–24 |
| 4   | China     | 3   | 0 | 0 | 3 | 0   | 24 | 50 | −26 | Teruggetrokken              |  | 0–10 |       |       |       |

1. ↑  China trok zich na hun eerste wedstrijd in deze groep terug, nadat een van de speelsters positief testte op het coronavirus.[3]

| 8 december 2021 15:00 | Slowakije  | 31–27           | Tunesië  | Poliesportiu Pla de L'Arc, Llíria Toeschouwers: 320 Scheidsrechters: Erdoğan, Özdeniz (TUR) |
| 8 december 2021 15:00 | Bíziková 9 | (17–14)         | Rezgui 5 | Poliesportiu Pla de L'Arc, Llíria Toeschouwers: 320 Scheidsrechters: Erdoğan, Özdeniz (TUR) |
| 8 december 2021 15:00 | 3×         | FTR/MTR PbP/OMR | 2×       | Poliesportiu Pla de L'Arc, Llíria Toeschouwers: 320 Scheidsrechters: Erdoğan, Özdeniz (TUR) |

| 8 december 2021 17:30 | Paraguay  | 30–24           | China    | Poliesportiu Pla de L'Arc, Llíria Toeschouwers: 966 Scheidsrechters: M. Sá, V. Sá (POR) |
| 8 december 2021 17:30 | Mendoza 6 | (12–12)         | Jin M. 9 | Poliesportiu Pla de L'Arc, Llíria Toeschouwers: 966 Scheidsrechters: M. Sá, V. Sá (POR) |
| 8 december 2021 17:30 | 1× 3×     | FTR/MTR PbP/OMR | 1× 7× 1× | Poliesportiu Pla de L'Arc, Llíria Toeschouwers: 966 Scheidsrechters: M. Sá, V. Sá (POR) |

| 10 december 2021 15:00 | Slowakije | 33–27           | Paraguay       | Poliesportiu Pla de L'Arc, Llíria Toeschouwers: 120 Scheidsrechters: H. El-Saied, Y. El-Saied (EGY) |
| 10 december 2021 15:00 | Lancz 9   | (16–15)         | Acuña, Fiore 8 | Poliesportiu Pla de L'Arc, Llíria Toeschouwers: 120 Scheidsrechters: H. El-Saied, Y. El-Saied (EGY) |
| 10 december 2021 15:00 | 3× 2×     | FTR/MTR PbP/OMR | 1× 4×          | Poliesportiu Pla de L'Arc, Llíria Toeschouwers: 120 Scheidsrechters: H. El-Saied, Y. El-Saied (EGY) |

| 10 december 2021 17:30 | Tunesië | 10–0 | China | Poliesportiu Pla de L'Arc, Llíria |
| 10 december 2021 17:30 | (–)     |      |       | Poliesportiu Pla de L'Arc, Llíria |
| 10 december 2021 17:30 |         |      |       | Poliesportiu Pla de L'Arc, Llíria |

| 12 december 2021 15:00 | China | 0–10 | Slowakije | Poliesportiu Pla de L'Arc, Llíria |
| 12 december 2021 15:00 | (–)   |      |           | Poliesportiu Pla de L'Arc, Llíria |
| 12 december 2021 15:00 |       |      |           | Poliesportiu Pla de L'Arc, Llíria |

| 12 december 2021 17:30 | Tunesië   | 35–28           | Paraguay    | Poliesportiu Pla de L'Arc, Llíria Toeschouwers: 823 Scheidsrechters: Lovin, Stancu (ROU) |
| 12 december 2021 17:30 | Hachana 8 | (17–11)         | Fernández 8 | Poliesportiu Pla de L'Arc, Llíria Toeschouwers: 823 Scheidsrechters: Lovin, Stancu (ROU) |
| 12 december 2021 17:30 | 4×        | FTR/MTR PbP/OMR | 1× 3×       | Poliesportiu Pla de L'Arc, Llíria Toeschouwers: 823 Scheidsrechters: Lovin, Stancu (ROU) |

### Wedstrijd om 31e/32e plaats
| 15 december 2021 10:00 | Iran | 10–0 | China | Poliesportiu Pla de L'Arc, Llíria |
| 15 december 2021 10:00 | (–)  |      |       | Poliesportiu Pla de L'Arc, Llíria |
| 15 december 2021 10:00 |      |      |       | Poliesportiu Pla de L'Arc, Llíria |

### Wedstrijd om 29e/30e plaats
| 15 december 2021 12:30 | Oezbekistan      | 33–39           | Paraguay | Poliesportiu Pla de L'Arc, Llíria Toeschouwers: 450 Scheidsrechters: H. El-Saied, Y. El-Saied (EGY) |
| 15 december 2021 12:30 | Abdumannonova 11 | (19–19)         | Fiore 10 | Poliesportiu Pla de L'Arc, Llíria Toeschouwers: 450 Scheidsrechters: H. El-Saied, Y. El-Saied (EGY) |
| 15 december 2021 12:30 | 2×               | FTR/MTR PbP/OMR | 2×       | Poliesportiu Pla de L'Arc, Llíria Toeschouwers: 450 Scheidsrechters: H. El-Saied, Y. El-Saied (EGY) |

### Wedstrijd om 27e/28e plaats
| 15 december 2021 15:00 | Kameroen        | 29–35           | Tunesië    | Poliesportiu Pla de L'Arc, Llíria Toeschouwers: 500 Scheidsrechters: Erdoğan, Özdeniz (TUR) |
| 15 december 2021 15:00 | Ebanga, Essam 9 | (15–20)         | Hachana 10 | Poliesportiu Pla de L'Arc, Llíria Toeschouwers: 500 Scheidsrechters: Erdoğan, Özdeniz (TUR) |
| 15 december 2021 15:00 | 2× 1×           | FTR/MTR PbP/OMR | 2× 3×      | Poliesportiu Pla de L'Arc, Llíria Toeschouwers: 500 Scheidsrechters: Erdoğan, Özdeniz (TUR) |

### Wedstrijd om 25e/26e plaats
| 15 december 2021 17:30 | Angola            | 23–21           | Slowakije  | Poliesportiu Pla de L'Arc, Llíria Toeschouwers: 340 Scheidsrechters: Koo, Lee (KOR) |
| 15 december 2021 17:30 | Guialo, Kassoma 6 | (11–9)          | Bíziková 7 | Poliesportiu Pla de L'Arc, Llíria Toeschouwers: 340 Scheidsrechters: Koo, Lee (KOR) |
| 15 december 2021 17:30 | 1× 5×             | FTR/MTR PbP/OMR | 4×         | Poliesportiu Pla de L'Arc, Llíria Toeschouwers: 340 Scheidsrechters: Koo, Lee (KOR) |

## Hoofdronde

### Groep I
| Pos | Team                       | Wed | W | G | V | Ptn | DV  | DT  | +/− | Kwalificatie |       |       | RHF   |       |       |       |       |
| --- | -------------------------- | --- | - | - | - | --- | --- | --- | --- | ------------ | ----- | ----- | ----- | ----- | ----- | ----- | ----- |
| 1   | Frankrijk                  | 5   | 5 | 0 | 0 | 10  | 134 | 100 | +34 | Eindfase     |       |       |       |       | 26–16 |       | 24–19 |
| 2   | Russische Handbalfederatie | 5   | 3 | 1 | 1 | 7   | 143 | 129 | +14 | Eindfase     |       | 28–33 |       | 32–22 |       | 26–26 |       |
| 3   | Servië                     | 5   | 3 | 0 | 2 | 6   | 124 | 125 | −1  |              |       | 19–22 |       |       | 25–21 | 31–25 |       |
| 4   | Polen                      | 5   | 2 | 0 | 3 | 4   | 120 | 131 | −11 |              |       | 23–26 |       |       |       | 33–28 |       |
| 5   | Slovenië                   | 5   | 1 | 1 | 3 | 3   | 123 | 131 | −8  |              | 18–29 |       |       | 26–27 |       |       |       |
| 6   | Montenegro                 | 5   | 0 | 0 | 5 | 0   | 115 | 143 | −28 |              |       | 25–31 | 25–27 |       | 18–28 |       |       |

| 9 december 2021 15:30 | RHF     | 26–26           | Slovenië | Palau d'Esports de Granollers, Granollers Toeschouwers: 385 Scheidsrechters: García, Paolantoni (ARG) |
| 9 december 2021 15:30 | Ilina 7 | (14–15)         | Stanko 7 | Palau d'Esports de Granollers, Granollers Toeschouwers: 385 Scheidsrechters: García, Paolantoni (ARG) |
| 9 december 2021 15:30 | 2×      | FTR/MTR PbP/OMR | 1× 6×    | Palau d'Esports de Granollers, Granollers Toeschouwers: 385 Scheidsrechters: García, Paolantoni (ARG) |

| 9 december 2021 18:00 | Montenegro  | 25–27           | Servië      | Palau d'Esports de Granollers, Granollers Toeschouwers: 810 Scheidsrechters: Álvarez, Bustamante (ESP) |
| 9 december 2021 18:00 | Radičević 8 | (18–14)         | Radojević 8 | Palau d'Esports de Granollers, Granollers Toeschouwers: 810 Scheidsrechters: Álvarez, Bustamante (ESP) |
| 9 december 2021 18:00 | 6×          | FTR/MTR PbP/OMR | 1×          | Palau d'Esports de Granollers, Granollers Toeschouwers: 810 Scheidsrechters: Álvarez, Bustamante (ESP) |

| 9 december 2021 20:30 | Frankrijk | 26–16           | Polen          | Palau d'Esports de Granollers, Granollers Toeschouwers: 884 Scheidsrechters: D. Lončar, Z. Lončar (CRO) |
| 9 december 2021 20:30 | Foppa 5   | (14–9)          | drie spelers 3 | Palau d'Esports de Granollers, Granollers Toeschouwers: 884 Scheidsrechters: D. Lončar, Z. Lončar (CRO) |
| 9 december 2021 20:30 | 2× 1×     | FTR/MTR PbP/OMR | 4×             | Palau d'Esports de Granollers, Granollers Toeschouwers: 884 Scheidsrechters: D. Lončar, Z. Lončar (CRO) |

| 11 december 2021 15:30 | Montenegro           | 25–31           | RHF                        | Palau d'Esports de Granollers, Granollers Toeschouwers: 843 Scheidsrechters: Erdoğan, Özdeniz (TUR) |
| 11 december 2021 15:30 | Brnović, Radičević 7 | (10–18)         | Fomina, Skorobogatchenko 6 | Palau d'Esports de Granollers, Granollers Toeschouwers: 843 Scheidsrechters: Erdoğan, Özdeniz (TUR) |
| 11 december 2021 15:30 | 2× 5×                | FTR/MTR PbP/OMR | 2× 5×                      | Palau d'Esports de Granollers, Granollers Toeschouwers: 843 Scheidsrechters: Erdoğan, Özdeniz (TUR) |

| 11 december 2021 18:00 | Servië      | 19–22           | Frankrijk | Palau d'Esports de Granollers, Granollers Toeschouwers: 975 Scheidsrechters: Álvarez, Bustamante (ESP) |
| 11 december 2021 18:00 | Radojević 5 | (12–9)          | Zaadi 6   | Palau d'Esports de Granollers, Granollers Toeschouwers: 975 Scheidsrechters: Álvarez, Bustamante (ESP) |
| 11 december 2021 18:00 | 2×          | FTR/MTR PbP/OMR | 1× 5×     | Palau d'Esports de Granollers, Granollers Toeschouwers: 975 Scheidsrechters: Álvarez, Bustamante (ESP) |

| 11 december 2021 20:30 | Slovenië | 26–27           | Polen   | Palau d'Esports de Granollers, Granollers Toeschouwers: 902 Scheidsrechters: A. Covalciuc, I. Covalciuc (MDA) |
| 11 december 2021 20:30 | Gros 8   | (13–12)         | Nocuń 6 | Palau d'Esports de Granollers, Granollers Toeschouwers: 902 Scheidsrechters: A. Covalciuc, I. Covalciuc (MDA) |
| 11 december 2021 20:30 | 4×       | FTR/MTR PbP/OMR | 1×      | Palau d'Esports de Granollers, Granollers Toeschouwers: 902 Scheidsrechters: A. Covalciuc, I. Covalciuc (MDA) |

| 13 december 2021 15:30 | Polen    | 33–28           | Montenegro | Palau d'Esports de Granollers, Granollers Toeschouwers: 320 Scheidsrechters: García, Paolantoni (ARG) |
| 13 december 2021 15:30 | Rosiak 7 | (16–9)          | Brnović 6  | Palau d'Esports de Granollers, Granollers Toeschouwers: 320 Scheidsrechters: García, Paolantoni (ARG) |
| 13 december 2021 15:30 | 1× 3×    | FTR/MTR PbP/OMR | 2×         | Palau d'Esports de Granollers, Granollers Toeschouwers: 320 Scheidsrechters: García, Paolantoni (ARG) |

| 13 december 2021 18:00 | Servië        | 31–25           | Slovenië  | Palau d'Esports de Granollers, Granollers Toeschouwers: 1.180 Scheidsrechters: Kuttler, Merz (GER) |
| 13 december 2021 18:00 | Stoiljković 7 | (19–14)         | Varagić 5 | Palau d'Esports de Granollers, Granollers Toeschouwers: 1.180 Scheidsrechters: Kuttler, Merz (GER) |
| 13 december 2021 18:00 | 2× 3×         | FTR/MTR PbP/OMR | 5×        | Palau d'Esports de Granollers, Granollers Toeschouwers: 1.180 Scheidsrechters: Kuttler, Merz (GER) |

| 13 december 2021 20:30 | RHF          | 28–33           | Frankrijk       | Palau d'Esports de Granollers, Granollers Toeschouwers: 2.620 Scheidsrechters: Álvarez, Bustamante (ESP) |
| 13 december 2021 20:30 | Managarova 5 | (12–17)         | Foppa, Pineau 5 | Palau d'Esports de Granollers, Granollers Toeschouwers: 2.620 Scheidsrechters: Álvarez, Bustamante (ESP) |
| 13 december 2021 20:30 | 2×           | FTR/MTR PbP/OMR | 1× 3×           | Palau d'Esports de Granollers, Granollers Toeschouwers: 2.620 Scheidsrechters: Álvarez, Bustamante (ESP) |

### Groep II
| Pos | Team        | Wed | W | G | V | Ptn | DV  | DT  | +/−  | Kwalificatie |  |       |       |  |       |       |       |
| --- | ----------- | --- | - | - | - | --- | --- | --- | ---- | ------------ |  | ----- | ----- |  | ----- | ----- | ----- |
| 1   | Noorwegen   | 5   | 4 | 1 | 0 | 9   | 189 | 111 | +78  | Eindfase     |  |       |       |  | 33–22 | 43–7  | 46–18 |
| 2   | Zweden      | 5   | 3 | 2 | 0 | 8   | 198 | 121 | +77  | Eindfase     |  | 30–30 |       |  | 34–30 | 48–10 |       |
| 3   | Nederland   | 5   | 3 | 1 | 1 | 7   | 212 | 128 | +84  |              |  | 34–37 | 31–31 |  | 31–30 | 55–15 |       |
| 4   | Roemenië    | 5   | 2 | 0 | 3 | 4   | 163 | 135 | +28  |              |  |       |       |  | 43–20 | 38–17 |       |
| 5   | Puerto Rico | 5   | 1 | 0 | 4 | 2   | 82  | 216 | −134 |              |  |       |       |  |       | 30–27 |       |
| 6   | Kazachstan  | 5   | 0 | 0 | 5 | 0   | 97  | 230 | −133 |              |  | 20–55 | 15–61 |  |       |       |       |

| 9 december 2021 15:30 | Nederland      | 31–30           | Roemenië        | Pabellón Ciutat de Castellón, Castellón de la Plana Toeschouwers: 450 Scheidsrechters: Alpaidze, Berezkina (RUS) |
| 9 december 2021 15:30 | Van Wetering 6 | (17–14)         | Laslo, Pintea 6 | Pabellón Ciutat de Castellón, Castellón de la Plana Toeschouwers: 450 Scheidsrechters: Alpaidze, Berezkina (RUS) |
| 9 december 2021 15:30 | 2×             | FTR/MTR PbP/OMR | 2× 3×           | Pabellón Ciutat de Castellón, Castellón de la Plana Toeschouwers: 450 Scheidsrechters: Alpaidze, Berezkina (RUS) |

| 9 december 2021 18:00 | Noorwegen          | 43–7            | Puerto Rico    | Pabellón Ciutat de Castellón, Castellón de la Plana Toeschouwers: 350 Scheidsrechters: Erdoğan, Özdeniz (TUR) |
| 9 december 2021 18:00 | Solberg-Isaksen 10 | (21–3)          | drie spelers 2 | Pabellón Ciutat de Castellón, Castellón de la Plana Toeschouwers: 350 Scheidsrechters: Erdoğan, Özdeniz (TUR) |
| 9 december 2021 18:00 | 1×                 | FTR/MTR PbP/OMR | 1×             | Pabellón Ciutat de Castellón, Castellón de la Plana Toeschouwers: 350 Scheidsrechters: Erdoğan, Özdeniz (TUR) |

| 9 december 2021 20:30 | Kazachstan    | 20–55           | Zweden    | Pabellón Ciutat de Castellón, Castellón de la Plana Toeschouwers: 290 Scheidsrechters: Koo, Lee (KOR) |
| 9 december 2021 20:30 | Alexandrova 7 | (10–21)         | Hagman 19 | Pabellón Ciutat de Castellón, Castellón de la Plana Toeschouwers: 290 Scheidsrechters: Koo, Lee (KOR) |
| 9 december 2021 20:30 | 2×            | FTR/MTR PbP/OMR | 1×        | Pabellón Ciutat de Castellón, Castellón de la Plana Toeschouwers: 290 Scheidsrechters: Koo, Lee (KOR) |

| 11 december 2021 15:30 | Roemenië     | 43–20           | Puerto Rico         | Pabellón Ciutat de Castellón, Castellón de la Plana Toeschouwers: 650 Scheidsrechters: Mitrović, Vešović (MNE) |
| 11 december 2021 15:30 | Dindiligan 7 | (20–9)          | Ceballos, Fuentes 4 | Pabellón Ciutat de Castellón, Castellón de la Plana Toeschouwers: 650 Scheidsrechters: Mitrović, Vešović (MNE) |
| 11 december 2021 15:30 | 2×           | FTR/MTR PbP/OMR | 3×                  | Pabellón Ciutat de Castellón, Castellón de la Plana Toeschouwers: 650 Scheidsrechters: Mitrović, Vešović (MNE) |

| 11 december 2021 18:00 | Kazachstan    | 15–61           | Nederland       | Pabellón Ciutat de Castellón, Castellón de la Plana Toeschouwers: 950 Scheidsrechters: Koo, Lee (KOR) |
| 11 december 2021 18:00 | Alexandrova 5 | (9–27)          | Van Wetering 18 | Pabellón Ciutat de Castellón, Castellón de la Plana Toeschouwers: 950 Scheidsrechters: Koo, Lee (KOR) |
| 11 december 2021 18:00 | 3× 1×         | FTR/MTR PbP/OMR | 1×              | Pabellón Ciutat de Castellón, Castellón de la Plana Toeschouwers: 950 Scheidsrechters: Koo, Lee (KOR) |

| 11 december 2021 20:30 | Zweden   | 30–30           | Noorwegen     | Pabellón Ciutat de Castellón, Castellón de la Plana Toeschouwers: 2.100 Scheidsrechters: Kuttler, Merz (GER) |
| 11 december 2021 20:30 | Hagman 9 | (12–14)         | Kristiansen 7 | Pabellón Ciutat de Castellón, Castellón de la Plana Toeschouwers: 2.100 Scheidsrechters: Kuttler, Merz (GER) |
| 11 december 2021 20:30 | 1× 4×    | FTR/MTR PbP/OMR | 2×            | Pabellón Ciutat de Castellón, Castellón de la Plana Toeschouwers: 2.100 Scheidsrechters: Kuttler, Merz (GER) |

| 13 december 2021 15:30 | Puerto Rico | 30–27           | Kazachstan    | Pabellón Ciutat de Castellón, Castellón de la Plana Toeschouwers: 250 Scheidsrechters: Koo, Lee (KOR) |
| 13 december 2021 15:30 | Ceballos 13 | (13–11)         | Alexandrova 8 | Pabellón Ciutat de Castellón, Castellón de la Plana Toeschouwers: 250 Scheidsrechters: Koo, Lee (KOR) |
| 13 december 2021 15:30 | 3×          | FTR/MTR PbP/OMR | 3×            | Pabellón Ciutat de Castellón, Castellón de la Plana Toeschouwers: 250 Scheidsrechters: Koo, Lee (KOR) |

| 13 december 2021 18:00 | Zweden  | 34–30           | Roemenië | Pabellón Ciutat de Castellón, Castellón de la Plana Toeschouwers: 1.600 Scheidsrechters: Mitrović, Vešović (MNE) |
| 13 december 2021 18:00 | Blohm 7 | (19–14)         | Laslo 7  | Pabellón Ciutat de Castellón, Castellón de la Plana Toeschouwers: 1.600 Scheidsrechters: Mitrović, Vešović (MNE) |
| 13 december 2021 18:00 | 2× 1×   | FTR/MTR PbP/OMR | 2× 4×    | Pabellón Ciutat de Castellón, Castellón de la Plana Toeschouwers: 1.600 Scheidsrechters: Mitrović, Vešović (MNE) |

| 13 december 2021 20:30 | Nederland  | 34–37           | Noorwegen | Pabellón Ciutat de Castellón, Castellón de la Plana Toeschouwers: 2.500 Scheidsrechters: A. Konjičanin, D. Konjičanin (BIH) |
| 13 december 2021 20:30 | Housheer 9 | (17–17)         | Reistad 9 | Pabellón Ciutat de Castellón, Castellón de la Plana Toeschouwers: 2.500 Scheidsrechters: A. Konjičanin, D. Konjičanin (BIH) |
| 13 december 2021 20:30 | 4×         | FTR/MTR PbP/OMR | 3× 2×     | Pabellón Ciutat de Castellón, Castellón de la Plana Toeschouwers: 2.500 Scheidsrechters: A. Konjičanin, D. Konjičanin (BIH) |

### Groep III
| Pos | Team              | Wed | W | G | V | Ptn | DV  | DT  | +/− | Kwalificatie |       |       |       |       |       |       |       |
| --- | ----------------- | --- | - | - | - | --- | --- | --- | --- | ------------ | ----- | ----- | ----- | ----- | ----- | ----- | ----- |
| 1   | Denemarken        | 5   | 5 | 0 | 0 | 10  | 159 | 90  | +69 | Eindfase     |       |       | 32–16 | 30–19 | 35–23 |       |       |
| 2   | Duitsland         | 5   | 4 | 0 | 1 | 8   | 138 | 123 | +15 | Eindfase     |       |       |       | 25–24 |       | 31–21 | 29–18 |
| 3   | Hongarije         | 5   | 3 | 0 | 2 | 6   | 140 | 134 | +6  |              |       |       |       |       |       | 32–29 | 30–22 |
| 4   | Zuid-Korea        | 5   | 2 | 0 | 3 | 4   | 148 | 156 | −8  |              |       | 28–37 | 28–35 |       |       | 37–23 |       |
| 5   | Tsjechië          | 5   | 1 | 0 | 4 | 2   | 114 | 145 | −31 |              | 14–29 |       |       | 26–32 |       |       |       |
| 6   | Congo-Brazzaville | 5   | 0 | 0 | 5 | 0   | 102 | 153 | −51 |              | 18–33 |       |       |       | 21–24 |       |       |

| 8 december 2021 15:30 | Tsjechië    | 26–32           | Zuid-Korea | Palau d'Esports de Granollers, Granollers Toeschouwers: 542 Scheidsrechters: A. Covalciuc, I. Covalciuc (MDA) |
| 8 december 2021 15:30 | Cholevová 6 | (13–20)         | Kim J. 8   | Palau d'Esports de Granollers, Granollers Toeschouwers: 542 Scheidsrechters: A. Covalciuc, I. Covalciuc (MDA) |
| 8 december 2021 15:30 | 2×          | FTR/MTR PbP/OMR | 1× 2×      | Palau d'Esports de Granollers, Granollers Toeschouwers: 542 Scheidsrechters: A. Covalciuc, I. Covalciuc (MDA) |

| 8 december 2021 18:00 | Duitsland       | 29–18           | Congo-Brazzaville | Palau d'Esports de Granollers, Granollers Toeschouwers: 1.558 Scheidsrechters: Belkhiri, Hamidi (ALG) |
| 8 december 2021 18:00 | Stockschlader 6 | (15–7)          | Diagouraga 7      | Palau d'Esports de Granollers, Granollers Toeschouwers: 1.558 Scheidsrechters: Belkhiri, Hamidi (ALG) |
| 8 december 2021 18:00 | 1× 5×           | FTR/MTR PbP/OMR | 1× 3×             | Palau d'Esports de Granollers, Granollers Toeschouwers: 1.558 Scheidsrechters: Belkhiri, Hamidi (ALG) |

| 8 december 2021 20:30 | Denemarken  | 30–19           | Hongarije | Palau d'Esports de Granollers, Granollers Toeschouwers: 1.921 Scheidsrechters: D. Lončar, Z. Lončar (CRO) |
| 8 december 2021 20:30 | Jørgensen 6 | (15–11)         | Kácsor 4  | Palau d'Esports de Granollers, Granollers Toeschouwers: 1.921 Scheidsrechters: D. Lončar, Z. Lončar (CRO) |
| 8 december 2021 20:30 | 3×          | FTR/MTR PbP/OMR | 2× 3×     | Palau d'Esports de Granollers, Granollers Toeschouwers: 1.921 Scheidsrechters: D. Lončar, Z. Lončar (CRO) |

| 10 december 2021 15:30 | Zuid-Korea | 28–37           | Duitsland         | Palau d'Esports de Granollers, Granollers Toeschouwers: 438 Scheidsrechters: García, Paolantoni (ARG) |
| 10 december 2021 15:30 | Lee M. 6   | (16–19)         | Bölk, Grijseels 8 | Palau d'Esports de Granollers, Granollers Toeschouwers: 438 Scheidsrechters: García, Paolantoni (ARG) |
| 10 december 2021 15:30 | 4×         | FTR/MTR PbP/OMR | 1× 6×             | Palau d'Esports de Granollers, Granollers Toeschouwers: 438 Scheidsrechters: García, Paolantoni (ARG) |

| 10 december 2021 18:00 | Hongarije | 30–22           | Congo-Brazzaville | Palau d'Esports de Granollers, Granollers Toeschouwers: 583 Scheidsrechters: A. Covalciuc, I. Covalciuc (MDA) |
| 10 december 2021 18:00 | Planéta 8 | (16–8)          | Ngombele 7        | Palau d'Esports de Granollers, Granollers Toeschouwers: 583 Scheidsrechters: A. Covalciuc, I. Covalciuc (MDA) |
| 10 december 2021 18:00 | 3×        | FTR/MTR PbP/OMR | 2× 4×             | Palau d'Esports de Granollers, Granollers Toeschouwers: 583 Scheidsrechters: A. Covalciuc, I. Covalciuc (MDA) |

| 10 december 2021 20:30 | Tsjechië   | 14–29           | Denemarken | Palau d'Esports de Granollers, Granollers Toeschouwers: 1.019 Scheidsrechters: Belkhiri, Hamidi (ALG) |
| 10 december 2021 20:30 | Kovářová 4 | (9–12)          | Friis 4    | Palau d'Esports de Granollers, Granollers Toeschouwers: 1.019 Scheidsrechters: Belkhiri, Hamidi (ALG) |
| 10 december 2021 20:30 | 1× 4×      | FTR/MTR PbP/OMR | 4×         | Palau d'Esports de Granollers, Granollers Toeschouwers: 1.019 Scheidsrechters: Belkhiri, Hamidi (ALG) |

| 12 december 2021 15:30 | Congo-Brazzaville | 21–24           | Tsjechië  | Palau d'Esports de Granollers, Granollers Toeschouwers: 620 Scheidsrechters: D. Lončar, Z. Lončar (CRO) |
| 12 december 2021 15:30 | Divoko, Yimga 4   | (11–11)         | Zachová 6 | Palau d'Esports de Granollers, Granollers Toeschouwers: 620 Scheidsrechters: D. Lončar, Z. Lončar (CRO) |
| 12 december 2021 15:30 | 1× 2×             | FTR/MTR PbP/OMR | 1× 5×     | Palau d'Esports de Granollers, Granollers Toeschouwers: 620 Scheidsrechters: D. Lončar, Z. Lončar (CRO) |

| 12 december 2021 18:00 | Zuid-Korea | 28–35           | Hongarije | Palau d'Esports de Granollers, Granollers Toeschouwers: 1.019 Scheidsrechters: A. Covalciuc, I. Covalciuc (MDA) |
| 12 december 2021 18:00 | Lee M. 6   | (15–18)         | Háfra 8   | Palau d'Esports de Granollers, Granollers Toeschouwers: 1.019 Scheidsrechters: A. Covalciuc, I. Covalciuc (MDA) |
| 12 december 2021 18:00 | 4×         | FTR/MTR PbP/OMR | 3×        | Palau d'Esports de Granollers, Granollers Toeschouwers: 1.019 Scheidsrechters: A. Covalciuc, I. Covalciuc (MDA) |

| 12 december 2021 20:30 | Denemarken     | 32–16           | Duitsland   | Palau d'Esports de Granollers, Granollers Toeschouwers: 1.735 Scheidsrechters: García, Paolantoni (ARG) |
| 12 december 2021 20:30 | drie spelers 5 | (13–8)          | Grijseels 5 | Palau d'Esports de Granollers, Granollers Toeschouwers: 1.735 Scheidsrechters: García, Paolantoni (ARG) |
| 12 december 2021 20:30 | 1× 2×          | FTR/MTR PbP/OMR | 2× 3× 1×    | Palau d'Esports de Granollers, Granollers Toeschouwers: 1.735 Scheidsrechters: García, Paolantoni (ARG) |

### Groep IV
| Pos | Team       | Wed | W | G | V | Ptn | DV  | DT  | +/− | Kwalificatie |       |       |       |       |       |       |       |
| --- | ---------- | --- | - | - | - | --- | --- | --- | --- | ------------ | ----- | ----- | ----- | ----- | ----- | ----- | ----- |
| 1   | Spanje (G) | 5   | 5 | 0 | 0 | 10  | 142 | 105 | +37 | Eindfase     |       |       | 27–24 | 28–26 | 31–19 |       | 29–13 |
| 2   | Brazilië   | 5   | 4 | 0 | 1 | 8   | 145 | 127 | +18 | Eindfase     |       |       |       |       | 38–31 |       |       |
| 3   | Japan      | 5   | 3 | 0 | 2 | 6   | 142 | 140 | +2  |              |       |       | 25–29 |       | 32–30 |       |       |
| 4   | Oostenrijk | 5   | 1 | 0 | 4 | 2   | 136 | 155 | −19 |              |       |       |       |       | 27–23 | 29–31 |       |
| 5   | Kroatië    | 5   | 1 | 0 | 4 | 2   | 125 | 134 | −9  |              | 23–27 | 25–30 | 26–28 |       |       | 28–22 |       |
| 6   | Argentinië | 5   | 1 | 0 | 4 | 2   | 112 | 141 | −29 |              |       | 19–24 | 27–31 |       |       |       |       |

1. 1 2 3  Als eerst onderlinge doelsaldo: Oostenrijk +2; Kroatië +2; Argentinië −4; vervolgens onderlinge doelpunten voor: Oostenrijk 56; Kroatië 51.

| 8 december 2021 15:30 | Kroatië   | 28–22           | Argentinië      | Palacio de los Deportes de Torrevieja, Torrevieja Toeschouwers: 390 Scheidsrechters: Christiansen, Hansen (DEN) |
| 8 december 2021 15:30 | Posavec 8 | (12–14)         | Cavo, Mendoza 5 | Palacio de los Deportes de Torrevieja, Torrevieja Toeschouwers: 390 Scheidsrechters: Christiansen, Hansen (DEN) |
| 8 december 2021 15:30 | 2× 6×     | FTR/MTR PbP/OMR | 2×              | Palacio de los Deportes de Torrevieja, Torrevieja Toeschouwers: 390 Scheidsrechters: Christiansen, Hansen (DEN) |

| 8 december 2021 18:00 | Brazilië | 38–31           | Oostenrijk        | Palacio de los Deportes de Torrevieja, Torrevieja Toeschouwers: 606 Scheidsrechters: K. Gasmi, R. Gasmi (FRA) |
| 8 december 2021 18:00 | Araujo 6 | (15–15)         | Ivancok, Kovács 8 | Palacio de los Deportes de Torrevieja, Torrevieja Toeschouwers: 606 Scheidsrechters: K. Gasmi, R. Gasmi (FRA) |
| 8 december 2021 18:00 | 1× 3×    | FTR/MTR PbP/OMR | 2× 5×             | Palacio de los Deportes de Torrevieja, Torrevieja Toeschouwers: 606 Scheidsrechters: K. Gasmi, R. Gasmi (FRA) |

| 8 december 2021 20:30 | Spanje               | 28–26           | Japan               | Palacio de los Deportes de Torrevieja, Torrevieja Toeschouwers: 2.000 Scheidsrechters: Krichen, Makhlouf (TUN) |
| 8 december 2021 20:30 | Cabral, Etxeberria 5 | (15–15)         | Aizawa, Matsumoto 7 | Palacio de los Deportes de Torrevieja, Torrevieja Toeschouwers: 2.000 Scheidsrechters: Krichen, Makhlouf (TUN) |
| 8 december 2021 20:30 | 1× 2×                | FTR/MTR PbP/OMR | 3×                  | Palacio de los Deportes de Torrevieja, Torrevieja Toeschouwers: 2.000 Scheidsrechters: Krichen, Makhlouf (TUN) |

| 10 december 2021 15:30 | Argentinië | 19–24           | Brazilië  | Palacio de los Deportes de Torrevieja, Torrevieja Toeschouwers: 200 Scheidsrechters: A. Konjičanin, D. Konjičanin (BIH) |
| 10 december 2021 15:30 | Karsten 5  | (10–13)         | Matieli 9 | Palacio de los Deportes de Torrevieja, Torrevieja Toeschouwers: 200 Scheidsrechters: A. Konjičanin, D. Konjičanin (BIH) |
| 10 december 2021 15:30 | 2×         | FTR/MTR PbP/OMR | 1× 3× 1×  | Palacio de los Deportes de Torrevieja, Torrevieja Toeschouwers: 200 Scheidsrechters: A. Konjičanin, D. Konjičanin (BIH) |

| 10 december 2021 18:00 | Japan    | 32–30           | Oostenrijk | Palacio de los Deportes de Torrevieja, Torrevieja Toeschouwers: 450 Scheidsrechters: Jovandić, Sekulić (SRB) |
| 10 december 2021 18:00 | Kondo 6  | (15–19)         | Ivancok 8  | Palacio de los Deportes de Torrevieja, Torrevieja Toeschouwers: 450 Scheidsrechters: Jovandić, Sekulić (SRB) |
| 10 december 2021 18:00 | 1× 2× 1× | FTR/MTR PbP/OMR | 2×         | Palacio de los Deportes de Torrevieja, Torrevieja Toeschouwers: 450 Scheidsrechters: Jovandić, Sekulić (SRB) |

| 10 december 2021 20:30 | Kroatië    | 23–27           | Spanje   | Palacio de los Deportes de Torrevieja, Torrevieja Toeschouwers: 2.200 Scheidsrechters: K. Gasmi, R. Gasmi (FRA) |
| 10 december 2021 20:30 | Blažević 7 | (9–12)          | Cabral 6 | Palacio de los Deportes de Torrevieja, Torrevieja Toeschouwers: 2.200 Scheidsrechters: K. Gasmi, R. Gasmi (FRA) |
| 10 december 2021 20:30 | 2× 7×      | FTR/MTR PbP/OMR | 3×       | Palacio de los Deportes de Torrevieja, Torrevieja Toeschouwers: 2.200 Scheidsrechters: K. Gasmi, R. Gasmi (FRA) |

| 12 december 2021 15:30 | Argentinië | 27–31           | Japan          | Palacio de los Deportes de Torrevieja, Torrevieja Toeschouwers: 500 Scheidsrechters: Christiansen, Hansen (DEN) |
| 12 december 2021 15:30 | Karsten 13 | (14–15)         | drie spelers 7 | Palacio de los Deportes de Torrevieja, Torrevieja Toeschouwers: 500 Scheidsrechters: Christiansen, Hansen (DEN) |
| 12 december 2021 15:30 | 1× 3×      | FTR/MTR PbP/OMR | 1× 4×          | Palacio de los Deportes de Torrevieja, Torrevieja Toeschouwers: 500 Scheidsrechters: Christiansen, Hansen (DEN) |

| 12 december 2021 18:00 | Oostenrijk | 27–23           | Kroatië  | Palacio de los Deportes de Torrevieja, Torrevieja Toeschouwers: 850 Scheidsrechters: Krichen, Makhlouf (TUN) |
| 12 december 2021 18:00 | Kovács 7   | (15–10)         | Kalaus 6 | Palacio de los Deportes de Torrevieja, Torrevieja Toeschouwers: 850 Scheidsrechters: Krichen, Makhlouf (TUN) |
| 12 december 2021 18:00 | 2× 5× 1×   | FTR/MTR PbP/OMR | 3×       | Palacio de los Deportes de Torrevieja, Torrevieja Toeschouwers: 850 Scheidsrechters: Krichen, Makhlouf (TUN) |

| 12 december 2021 20:30 | Spanje   | 27–24           | Brazilië   | Palacio de los Deportes de Torrevieja, Torrevieja Toeschouwers: 3.000 Scheidsrechters: Jovandić, Sekulić (SRB) |
| 12 december 2021 20:30 | Cabral 7 | (12–10)         | Quintino 6 | Palacio de los Deportes de Torrevieja, Torrevieja Toeschouwers: 3.000 Scheidsrechters: Jovandić, Sekulić (SRB) |
| 12 december 2021 20:30 | 3×       | FTR/MTR PbP/OMR | 3×         | Palacio de los Deportes de Torrevieja, Torrevieja Toeschouwers: 3.000 Scheidsrechters: Jovandić, Sekulić (SRB) |

## Eindronde

### Schema
|  | Kwartfinales               | Kwartfinales |             |    | Halve finales | Halve finales |  |  | Finale | Finale |
|  |                            |              |             |    |               |               |  |  |        |        |
|  | 15 december                |              |             |    |               |               |  |  |        |        |
|  |                            |              |             |    |               |               |  |  |        |        |
|  | Frankrijk                  | 31           |             |    |               |               |  |  |        |        |
|  | Frankrijk                  | 31           | 17 december |    |               |               |  |  |        |        |
|  | Zweden                     | 26           |             |    |               |               |  |  |        |        |
|  | Zweden                     | 26           | Frankrijk   | 23 |               |               |  |  |        |        |
|  | 14 december                |              | Frankrijk   | 23 |               |               |  |  |        |        |
|  |                            | Denemarken   | 22          |    |               |               |  |  |        |        |
|  | Denemarken                 | Denemarken   | 22          | 30 |               |               |  |  |        |        |
|  | Denemarken                 |              | 19 december | 30 |               |               |  |  |        |        |
|  | Brazilië                   | 25           |             |    |               |               |  |  |        |        |
|  | Brazilië                   | 25           | Frankrijk   | 22 |               |               |  |  |        |        |
|  | 15 december                |              | Frankrijk   | 22 |               |               |  |  |        |        |
|  |                            | Noorwegen    | 29          |    |               |               |  |  |        |        |
|  | Noorwegen                  | Noorwegen    | 29          | 34 |               |               |  |  |        |        |
|  | Noorwegen                  | 17 december  |             | 34 |               |               |  |  |        |        |
|  | Russische Handbalfederatie | 28           |             |    |               |               |  |  |        |        |
|  | Russische Handbalfederatie | 28           | Noorwegen   | 27 |               |               |  |  |        |        |
|  | 14 december                |              | Noorwegen   | 27 |               |               |  |  |        |        |
|  |                            | Spanje       | 21          |    | Troostfinale  | Troostfinale  |  |  |        |        |
|  | Spanje                     | Spanje       | 21          | 26 | Troostfinale  | Troostfinale  |  |  |        |        |
|  | Spanje                     |              | 19 december | 26 |               |               |  |  |        |        |
|  | Duitsland                  | 21           |             |    |               |               |  |  |        |        |
|  | Duitsland                  | 21           | Denemarken  | 35 |               |               |  |  |        |        |
|  |                            |              |             |    |               |               |  |  |        |        |
|  | Spanje                     | 28           |             |    |               |               |  |  |        |        |
|  | Spanje                     | 28           |             |    |               |               |  |  |        |        |

### Kwartfinales
| 14 december 2021 17:30 | Denemarken | 30–25           | Brazilië   | Palau d'Esports de Granollers, Granollers Toeschouwers: 1.220 Scheidsrechters: Jovandić, Sekulić (SRB) |
| 14 december 2021 17:30 | Nolsøe 6   | (14–13)         | Cardoso 10 | Palau d'Esports de Granollers, Granollers Toeschouwers: 1.220 Scheidsrechters: Jovandić, Sekulić (SRB) |
| 14 december 2021 17:30 | 5× 1×      | FTR/MTR PbP/OMR | 1× 4×      | Palau d'Esports de Granollers, Granollers Toeschouwers: 1.220 Scheidsrechters: Jovandić, Sekulić (SRB) |

| 14 december 2021 20:30 | Spanje   | 26–21           | Duitsland | Palau d'Esports de Granollers, Granollers Toeschouwers: 2.565 Scheidsrechters: Christiansen, Hansen (DEN) |
| 14 december 2021 20:30 | Campos 7 | (14–10)         | Maidhof 6 | Palau d'Esports de Granollers, Granollers Toeschouwers: 2.565 Scheidsrechters: Christiansen, Hansen (DEN) |
| 14 december 2021 20:30 | 2× 1×    | FTR/MTR PbP/OMR | 1× 3×     | Palau d'Esports de Granollers, Granollers Toeschouwers: 2.565 Scheidsrechters: Christiansen, Hansen (DEN) |

| 15 december 2021 17:30 | Noorwegen | 34–28           | RHF                         | Palau d'Esports de Granollers, Granollers Toeschouwers: 870 Scheidsrechters: Kuttler, Merz (GER) |
| 15 december 2021 17:30 | Mørk 9    | (19–15)         | Markova, Skorobogatchenko 4 | Palau d'Esports de Granollers, Granollers Toeschouwers: 870 Scheidsrechters: Kuttler, Merz (GER) |
| 15 december 2021 17:30 | 1× 2×     | FTR/MTR PbP/OMR | 1× 3×                       | Palau d'Esports de Granollers, Granollers Toeschouwers: 870 Scheidsrechters: Kuttler, Merz (GER) |

| 15 december 2021 20:30 | Frankrijk      | 31–26           | Zweden   | Palau d'Esports de Granollers, Granollers Toeschouwers: 1.226 Scheidsrechters: Alpaidze, Berezkina (RUS) |
| 15 december 2021 20:30 | drie spelers 4 | (15–15)         | Hagman 9 | Palau d'Esports de Granollers, Granollers Toeschouwers: 1.226 Scheidsrechters: Alpaidze, Berezkina (RUS) |
| 15 december 2021 20:30 | 3×             | FTR/MTR PbP/OMR | 2×       | Palau d'Esports de Granollers, Granollers Toeschouwers: 1.226 Scheidsrechters: Alpaidze, Berezkina (RUS) |

### Halve finales
| 17 december 2021 17:30 | Frankrijk | 23–22           | Denemarken | Palau d'Esports de Granollers, Granollers Toeschouwers: 3.150 Scheidsrechters: Álvarez, Bustamante (ESP) |
| 17 december 2021 17:30 | Foppa 4   | (10–12)         | Haugsted 5 | Palau d'Esports de Granollers, Granollers Toeschouwers: 3.150 Scheidsrechters: Álvarez, Bustamante (ESP) |
| 17 december 2021 17:30 | 2× 1×     | FTR/MTR PbP/OMR | 2× 4×      | Palau d'Esports de Granollers, Granollers Toeschouwers: 3.150 Scheidsrechters: Álvarez, Bustamante (ESP) |

| 17 december 2021 20:30 | Noorwegen | 27–21           | Spanje   | Palau d'Esports de Granollers, Granollers Toeschouwers: 3.150 Scheidsrechters: Kuttler, Merz (GER) |
| 17 december 2021 20:30 | Mørk 8    | (11–11)         | Cabral 5 | Palau d'Esports de Granollers, Granollers Toeschouwers: 3.150 Scheidsrechters: Kuttler, Merz (GER) |
| 17 december 2021 20:30 | 3×        | FTR/MTR PbP/OMR | 3× 2×    | Palau d'Esports de Granollers, Granollers Toeschouwers: 3.150 Scheidsrechters: Kuttler, Merz (GER) |

### Troostfinale
| 19 december 2021 14:30 | Denemarken | 35–28           | Spanje   | Palau d'Esports de Granollers, Granollers Toeschouwers: 3.969 Scheidsrechters: A. Konjičanin, D. Konjičanin (BIH) |
| 19 december 2021 14:30 | Burgaard 7 | (16–13)         | Martín 6 | Palau d'Esports de Granollers, Granollers Toeschouwers: 3.969 Scheidsrechters: A. Konjičanin, D. Konjičanin (BIH) |
| 19 december 2021 14:30 | 1× 3×      | FTR/MTR PbP/OMR | 1× 4×    | Palau d'Esports de Granollers, Granollers Toeschouwers: 3.969 Scheidsrechters: A. Konjičanin, D. Konjičanin (BIH) |

### Finale
| 19 december 2021 17:30 | Frankrijk | 22–29           | Noorwegen | Palau d'Esports de Granollers, Granollers Toeschouwers: 4.316 Scheidsrechters: Alpaidze, Berezkina (RUS) |
| 19 december 2021 17:30 | Pineau 4  | (16–12)         | Reistad 6 | Palau d'Esports de Granollers, Granollers Toeschouwers: 4.316 Scheidsrechters: Alpaidze, Berezkina (RUS) |
| 19 december 2021 17:30 | 1× 4×     | FTR/MTR PbP/OMR | 2× 3×     | Palau d'Esports de Granollers, Granollers Toeschouwers: 4.316 Scheidsrechters: Alpaidze, Berezkina (RUS) |

| · Frankrijk: |    |                       |      |                     |       |
|              |    | Keepsters:            |      |                     |       |
| KP           | 1  | Laura Glauser         | 6/27 |                     | 37:28 |
| KP           | 16 | Cléopatre Darleux     | 5/12 |                     | 18:37 |
|              |    | Veldspeelsters:       |      |                     |       |
| MO           | 2  | Méline Nocandy        | 1/1  | 2 minuten tijdstraf | 23:11 |
| RO           | 3  | Alicia Toublanc       | 1/3  | 2 minuten tijdstraf | 25:45 |
| LH           | 6  | Chloé Valentini       | 0/1  |                     | 27:53 |
| MO           | 7  | Allison Pineau        | 4/5  |                     | 14:41 |
| LH           | 8  | Coralie Lassource     | 2/2  |                     | 31:34 |
| MO           | 10 | Grâce Zaadi           | 2/6  | Waarschuwing        | 40:29 |
| RO           | 19 | Océane Sercien-Ugolin | 2/3  |                     | 30:01 |
| RO           | 20 | Laura Flippes         | 2/4  |                     | 32:02 |
| LO           | 21 | Orlane Kanor          | -    |                     | 2:15  |
| LO           | 22 | Tamara Horacek        | 1/5  |                     | 14:31 |
| CL           | 24 | Béatrice Edwige       | -    |                     | 37:31 |
| CL           | 26 | Pauletta Foppa        | 3/4  |                     | 25:12 |
| LO           | 27 | Estelle Nze Minko     | 2/3  | 2 minuten tijdstraf | 34:07 |
| RH           | 31 | Lucie Granier         | 2/4  | 2 minuten tijdstraf | 24:43 |
|              |    | Trainer:              |      |                     |       |
|              |    | Olivier Krumbholz     |      |                     |       |

| Frankrijk | Statistieken    | Noorwegen |
| --------- | --------------- | --------- |
| 22/41     | Goals/schoten   | 29/44     |
| 54%       | Schotefficiency | 66%       |
| 4/5       | 7m strafworpen  | 2/2       |
| 1         | Gele kaarten    | 2         |
| 4         | 2m tijdstraffen | 3         |
| 0         | Rode kaarten    | 0         |
| 0         | Blauwe kaarten  | 0         |
| 11/40     | Reddingen       | 15/37     |
| 28%       | Reddingen (%)   | 41%       |

| · Noorwegen: |    |                        |       |                     |       |
|              |    | Keepsters:             |       |                     |       |
| KP           | 12 | Silje Solberg          | 12/24 |                     | 32:58 |
| KP           | 16 | Katrine Lunde          | 2/12  |                     | 22:45 |
|              |    | Veldspeelsters:        |       |                     |       |
| MO           | 2  | Henny Reistad          | 6/9   |                     | 35:22 |
| LO           | 3  | Emilie Hegh Arntzen    | -     |                     | 0:49  |
| LO           | 4  | Veronica Kristiansen   | 2/4   | 2 minuten tijdstraf | 30:26 |
| RO           | 9  | Nora Mørk              | 5/10  |                     | 31:06 |
| MO           | 10 | Stine Bredal Oftedal   | 5/8   |                     | 55:51 |
| RH           | 11 | Malin Aune             | 3/3   |                     | 21:08 |
| CL           | 13 | Kari Brattset Dale     | 5/5   | Waarschuwing        | 53:20 |
| CL           | 15 | Vilde Ingstad          | -     |                     | 0:48  |
| RO           | 19 | Moa Høgdahl            | -     |                     | -     |
| RH           | 20 | Marit Røsberg Jacobsen | 1/2   |                     | 39:30 |
| LH           | 23 | Camilla Herrem         | -     |                     | 14:58 |
| LH           | 24 | Sanna Solberg          | 2/3   | 2 minuten tijdstraf | 46:29 |
| LO           | 25 | Kristine Breistøl      | -     |                     | -     |
| CL           | 30 | Maren Nyland Aardahl   | -     | 2 minuten tijdstraf | 34:30 |
|              |    | Trainer:               |       |                     |       |
|              |    | Þórir Hergeirsson      |       | Waarschuwing        |       |

## Eindrangschikking en onderscheidingen

### Eindrangschikking
| Rang | Ploeg                      |
| ---- | -------------------------- |
|      | Noorwegen                  |
|      | Frankrijk                  |
|      | Denemarken                 |
| 4    | Spanje                     |
| 5    | Zweden                     |
| 6    | Brazilië                   |
| 7    | Duitsland                  |
| 8    | Russische Handbalfederatie |
| 9    | Nederland                  |
| 10   | Hongarije                  |
| 11   | Japan                      |
| 12   | Servië                     |
| 13   | Roemenië                   |
| 14   | Zuid-Korea                 |
| 15   | Polen                      |
| 16   | Oostenrijk                 |
| 17   | Slovenië                   |
| 18   | Kroatië                    |
| 19   | Tsjechië                   |
| 20   | Puerto Rico                |
| 21   | Argentinië                 |
| 22   | Montenegro                 |
| 23   | Congo-Brazzaville          |
| 24   | Kazachstan                 |
| 25   | Angola                     |
| 26   | Slowakije                  |
| 27   | Tunesië                    |
| 28   | Kameroen                   |
| 29   | Paraguay                   |
| 30   | Oezbekistan                |
| 31   | Iran                       |
| 32   | China                      |

| Wereldkampioen vrouwen 2021 · Noorwegen · 4e titel Selectie: Henny Reistad, Emilie Hegh Arntzen, Veronica Kristiansen, Nora Mørk, Stine Bredal Oftedal, Malin Aune, Silje Solberg, Kari Brattset Dale, Vilde Ingstad, Katrine Lunde, Moa Høgdahl, Marit Røsberg Jacobsen, Camilla Herrem, Sanna Solberg-Isaksen, Kristine Breistøl, Emilie Hovden, Rikke Granlund, Maren Nyland Aardahl · Bondscoach: Þórir Hergeirsson |

|  | Gekwalificeerd voor WK 2023 |

### Onderscheidingen

#### All-Star Team
Het All Star Team werd gekozen door team officials en IHF experts, en op 19 december 2021 bekendgemaakt.
| Positie       | Speelster         |
| ------------- | ----------------- |
| Keeper        | Sandra Toft       |
| Linkerhoek    | Coralie Lassource |
| Linkeropbouw  | Henny Reistad     |
| Middenopbouw  | Grâce Zaadi       |
| Rechteropbouw | Nora Mørk         |
| Rechterhoek   | Carmen Martín     |
| Cirkelspeler  | Pauletta Foppa    |

#### Overige onderscheidingen
| Positie                     | Speelster          |
| --------------------------- | ------------------ |
| Meest waardevolle speelster | Kari Brattset Dale |

| Sandra Toft Coralie Lassource Pauletta Foppa Carmen Martín Henny Reistad Grâce Zaadi Nora Mørk |
| All Star Team                                                                                  |

## Uitzendrechten
De distributie van de tv- en mediarechten werd verzorgd door sportmarketingbureau SPORTFIVE.

De volgende zenders hadden de tv-rechten in handen:

Europa
- Bosnië en Herzegovina: Arenasport
- Denemarken: DR, TV 2
- Duitsland: Sportdeutschland.TV (video on demand dienst)
- Finland: Viasat
- Frankrijk: beIN Sport France, TF1
- Georgië: Silknet
- Hongarije: MTVA
- IJsland: RUV
- Kazachstan: Qazsport TV
- Kosovo: Arenasport
- Kroatië: RTL
- Montenegro: Arenasport
- Nederland: Ziggo Sport (Nederlandse wedstrijden en finales)
- Noord-Macedonië: Arenasport
- Noorwegen: TV3 Norge, Viasat
- Oekraïne: Poverhnost TV (PVP+)
- Oostenrijk: ORF
- Polen: Polsat
- Roemenië: Telekom Romania, DigiSport
- Rusland: Match TV
- Servië: Arenasport
- Slowakije: Slovak TV (RTVS)
- Slovenië: RTV Slovenija (RTVSLO)
- Spanje: nog te bepalen (IHF YouTube beelden zijn geografisch beperkt)
- Tsjechië: Czech TV
- Wit-Rusland: Belarus 5
- Zweden: TV3, NENT
- Zwitserland: SRG SSR

Azië
- China: Huya

Zuid- en Centraal-Amerika
- Argentinië: DeporTV
- Brazilië: nog te bepalen (IHF YouTube beelden zijn geografisch beperkt)
- Chili: DirecTV
- Colombia: DirecTV
- Ecuador: DirecTV
- Peru: DirecTV
- Uruguay: DirecTV
- Venezuela: DirecTV

Noord-Amerika en de Caraïben
- Cuba: nog te bepalen (IHF YouTube beelden zijn geografisch beperkt)
- Verenigde Staten: ESPN+

- Antigua en Barbuda: DirectTV
- Bahama's: DirectTV
- Barbados: DirectTV
- Belize: DirectTV
- Dominica: DirectTV
- Dominicaanse Republiek: DirectTV
- Grenada: DirectTV
- Guyana: DirectTV
- Haïti: DirectTV
- Jamaica: DirectTV
- Saint Kitts en Nevis: DirectTV
- Saint Lucia: DirectTV
- Saint Vincent en de Grenadines: DirectTV
- Sint Maarten: DirectTV
- Suriname: DirectTV
- Trinidad en Tobago: DirectTV

Gratis livestream
In alle landen zonder rechtenhouder, zijn alle wedstrijden gratis te zien op het officiële Youtube kanaal van de IHF. Ook in landen waar de rechtenhouders slechts een deel van de wedstrijden uitzendt, zijn de wedstrijden die in het betreffende land niet worden uitgezonden, gratis te zien op het Youtube.

## Statistieken

### Topscorers
| Rang | Speelster          | Goals | Schoten | %  |
| ---- | ------------------ | ----- | ------- | -- |
| 1    | Nathalie Hagman    | 71    | 91      | 78 |
| 2    | Alexandrina Cabral | 44    | 81      | 54 |
| 3    | Irina Alexandrova  | 43    | 87      | 49 |
| 3    | Elke Karsten       | 43    | 73      | 59 |
| 3    | Patricia Kovács    | 43    | 74      | 58 |
| 3    | Nora Mørk          | 43    | 62      | 69 |
| 7    | Cyrielle Ebanga    | 41    | 79      | 52 |
| 7    | Jovanka Radičević  | 41    | 56      | 73 |
| 9    | Bo van Wetering    | 40    | 50      | 80 |
| 10   | Kari Brattset Dale | 38    | 46      | 83 |
| 10   | Albertina Kassoma  | 38    | 42      | 90 |
| 10   | Henny Reistad      | 38    | 60      | 63 |

Bijgewerkt tot wedstrijd(en) gespeeld op 19 december 2021. Bron: IHF

### Top keepers
| Rang | Speelster            | %  | Reddingen | Schoten |
| ---- | -------------------- | -- | --------- | ------- |
| 1    | Althea Reinhardt     | 50 | 71        | 141     |
| 2    | Yara ten Holte       | 44 | 24        | 54      |
| 3    | Sandra Toft          | 43 | 80        | 188     |
| 4    | Kristina Graovac     | 40 | 26        | 65      |
| 4    | Tess Wester          | 40 | 72        | 181     |
| 6    | Marta Alberto        | 37 | 43        | 115     |
| 7    | Johanna Bundsen      | 36 | 20        | 56      |
| 7    | Mercedes Castellanos | 36 | 50        | 137     |
| 7    | Silvia Navarro       | 36 | 64        | 179     |
| 7    | Viktória Oguntoyová  | 36 | 38        | 107     |
| 7    | Silje Solberg        | 36 | 45        | 124     |

Bijgewerkt tot wedstrijd(en) gespeeld op 19 december 2021. Bron: IHF